# Zeugen Jehovas

Logo von jw.org, der Website der Zeugen Jehovas

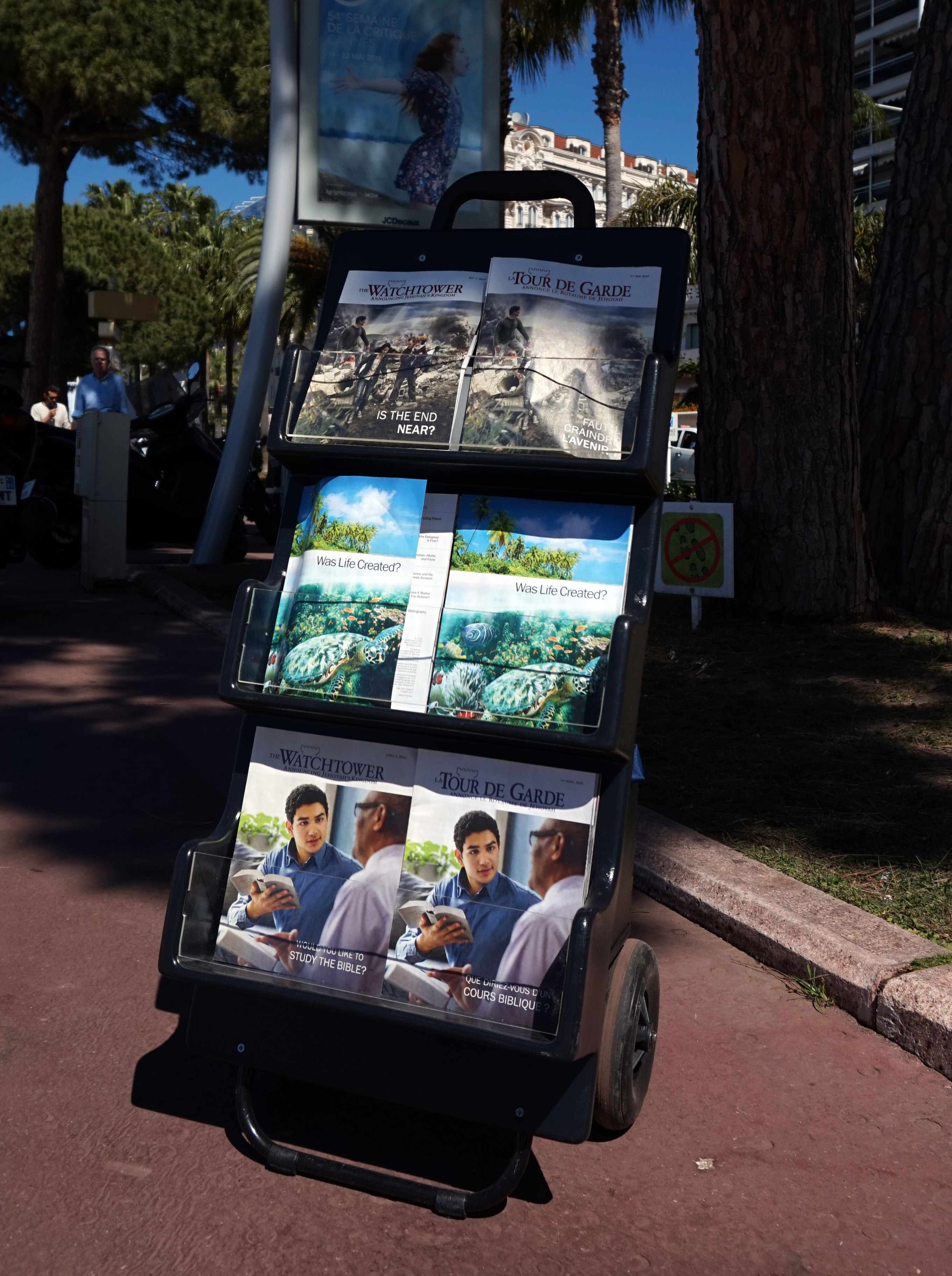
Trolley mit Schriften der Zeugen Jehovas bei der Straßenmission (Cannes, Frankreich, 2015)

Zeugen Jehovas (Eigenbezeichnung Jehovas Zeugen; englisch Jehovah’s Witnesses) ist eine christliche, chiliastisch ausgerichtete und nicht-trinitarische Religionsgemeinschaft. Sie bezeichnet ihre innere Verfassung als theokratische Organisation. Sie ging aus der Internationalen Vereinigung Ernster Bibelforscher hervor, die im ausgehenden 19. Jahrhundert in den Vereinigten Staaten von Charles Taze Russell gegründet wurde.
Die Glaubensgemeinschaft der Zeugen Jehovas ist durch ihre ausgeprägte Missionstätigkeit, ihre Ablehnung von Bluttransfusionen, das Nichtbegehen aller religiösen Feier- und Festtage außer dem Abendmahl und das Nichtfeiern von Geburtstagen bekannt. Ihre Missionstätigkeit verrichten die Zeugen Jehovas hauptsächlich durch das Anbieten kostenloser Bibelkurse und das Verteilen der Zeitschriften Der Wachtturm und Erwachet!.
Den Namen Jehovas Zeugen verwendet die Religionsgemeinschaft seit 1931, gestützt auf Jes 43,10–12 . Davor waren sie unter anderem als Ernste Bibelforscher bekannt. In den Bundesländern Deutschlands erlangte die Religionsgemeinschaft jeweils von 2006 bis 2017 den Körperschaftsstatus, in Österreich 2009 die gesetzliche Anerkennung als Religionsgemeinschaft. Als Eigenbezeichnung im deutschsprachigen Raum verwenden sie den Namen „Jehovas Zeugen in [Landbezeichnung]“. Ortsansässige Gemeinden, als Träger der Versammlungen und Organisatoren der Zusammenkünfte, verwenden die Bezeichnung „Jehovas Zeugen, Versammlung [Stadtbezeichnung]“.

## Mitglieder

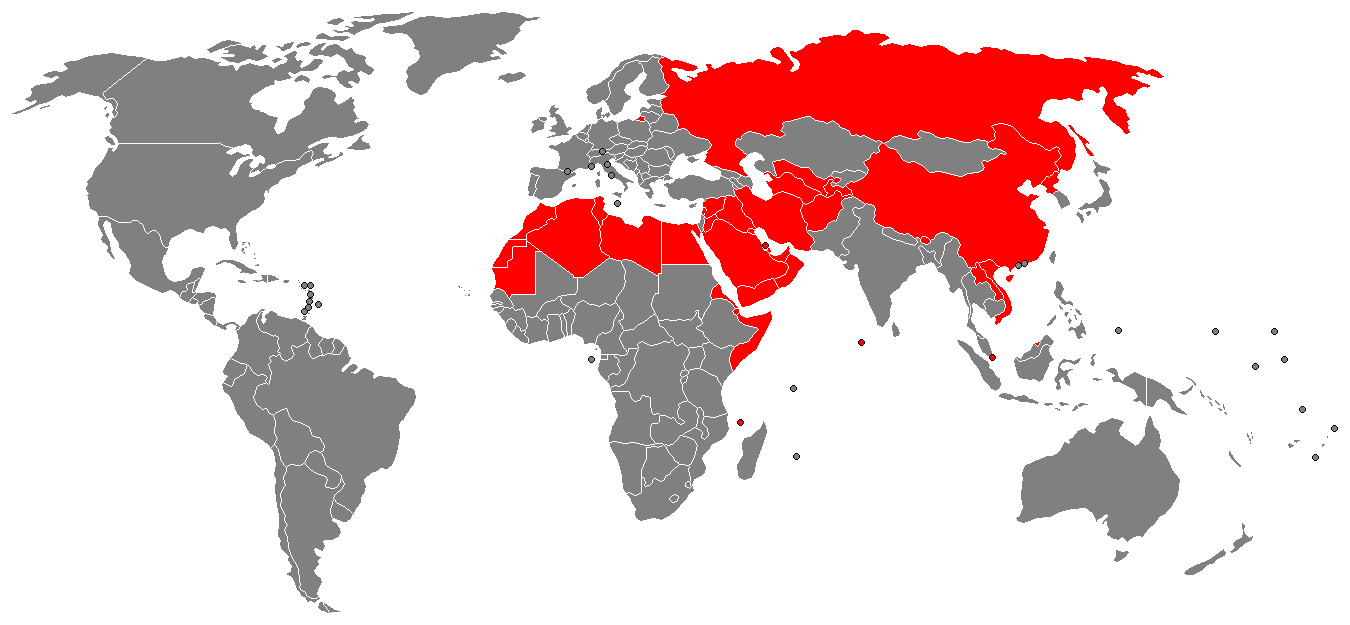
Missionstätigkeit der Zeugen Jehovas in 240 Ländern und Territorien
Nicht offiziell tätig
Offiziell tätig

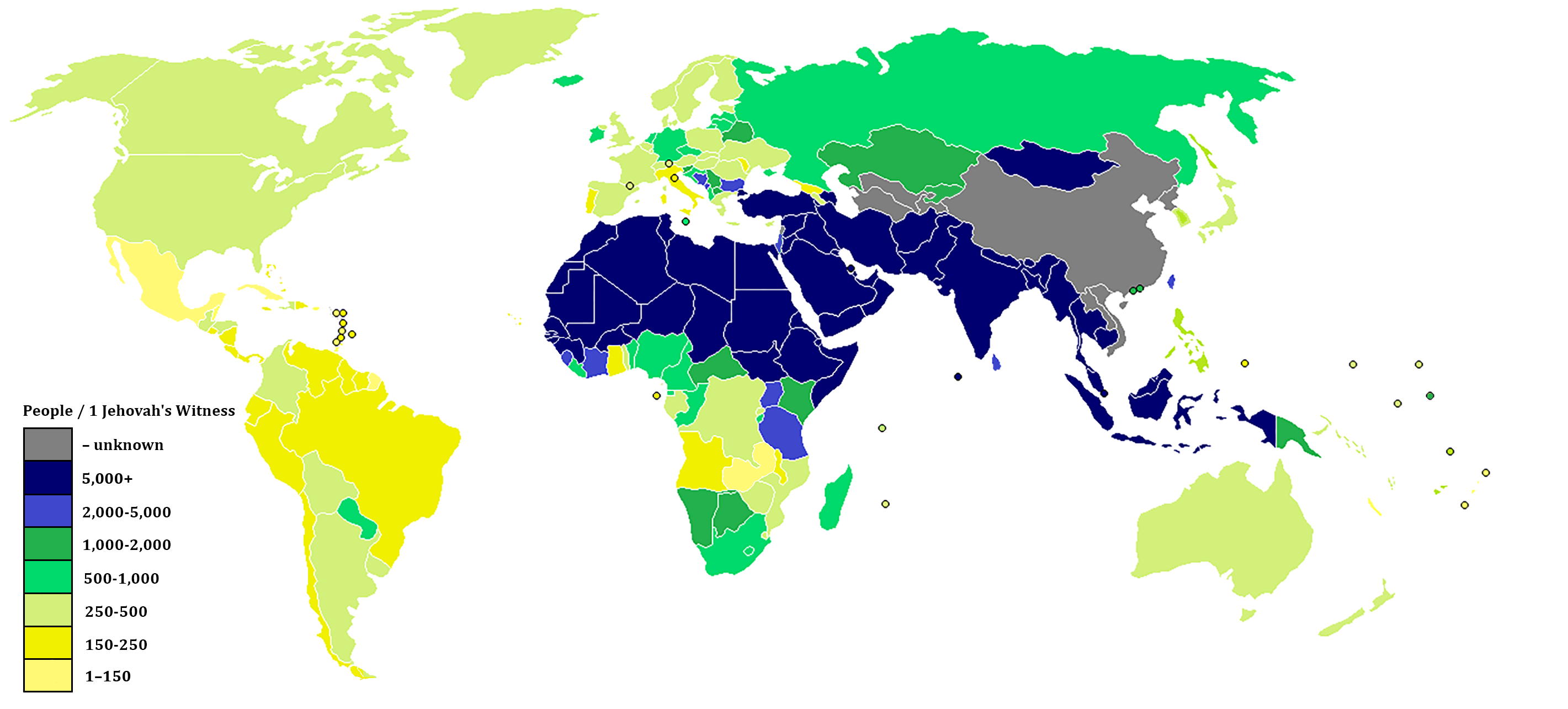
Bevölkerungsanteil nach Ländern

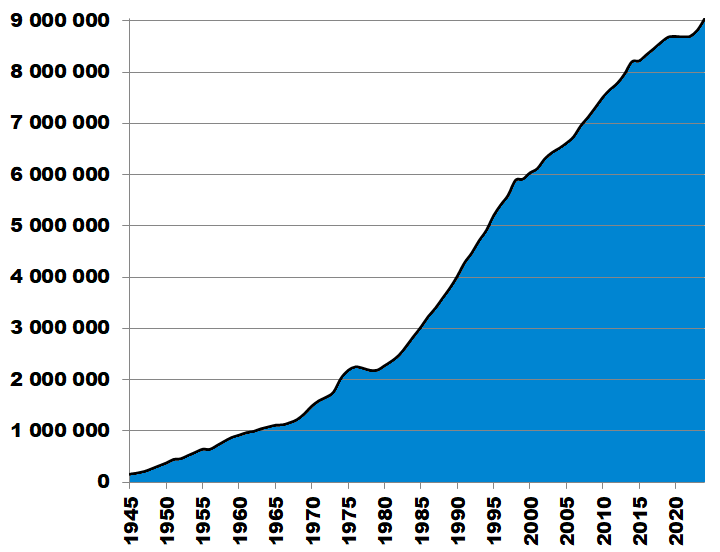
Zahl der in der Mission aktiven Zeugen Jehovas 1945–2020

Jehovas Zeugen veröffentlichen jährlich eine Statistik über ihre weltweite Tätigkeit. Diese beinhaltet je Land die Zahlen der sich aktiv an der Missionierungstätigkeit beteiligenden Personen („Verkündiger“), der Neugetauften und der Gottesdienstbesucher des jährlichen Abendmahls. Die Zahlen gelten als zuverlässig. Die von der Religionsgemeinschaft veröffentlichte Zahl der aktiv missionstätigen Zeugen Jehovas weltweit liegt für das Jahr 2024 bei durchschnittlich 8,8 Millionen. Diese Zahl schließt weder Kleinkinder noch inaktive getaufte Mitglieder ein. Daher ist die Zahl der sich bei Volkszählungen als Zeugen Jehovas bekennenden Personen gewöhnlich höher als die von der Religionsgemeinschaft veröffentlichte Zahl der aktiv Missionstätigen, aber niedriger als die Zahl jener, die einmal jährlich das Abendmahl besuchen. Unter Berücksichtigung der unterschiedlichen Definition der Zahlen stimmen die von der Religionsgemeinschaft veröffentlichten Statistiken sehr gut mit Volkszählungsergebnissen und anderen unabhängigen statistischen Untersuchungen zur Religionszugehörigkeit überein.

### Zahlen für den deutschsprachigen Raum
Für das Jahr 2024 nannte die Religionsgemeinschaft für Deutschland 175.678 im Predigtwerk aktive Zeugen Jehovas, für Österreich 22.449, für die Schweiz 20.108, für Luxemburg 2.209 und für Liechtenstein 102. Schließt man Kleinkinder und inaktive getaufte Mitglieder ein, kommt man auf etwas höhere Zahlen. So gibt das Außenministerium der Vereinigten Staaten in seinem Bericht zur Lage der weltweiten Religionsfreiheit 2018 an, es gebe in Deutschland ungefähr 222.000 aktive und inaktive Mitglieder. In Österreich bekannten sich bei der Volkszählung 2001, bei der als freiwillige Angabe die Religionszugehörigkeit abgefragt wurde, 23.206 Personen als Zeugen Jehovas. 1999 wurde die Zahl der Personen, die die Gemeinschaft in Deutschland verlassen haben, für zurückliegende Jahrzehnte auf insgesamt 20.000 geschätzt. Bei der Volkszählung in der Schweiz im Jahr 2000 gaben 20.330 Personen an, den Zeugen Jehovas anzugehören.

### Entwicklung weltweit
Jahrzehntelang waren Zeugen Jehovas eine der am schnellsten wachsenden Religionsgemeinschaften der Welt mit einer durchschnittlichen jährlichen Wachstumsrate von 5 %. Das Wachstum hat sich seit Mitte der 1990er-Jahre verlangsamt. Nach Angaben der Religionsgemeinschaft wurden in den Jahren vor 2015 weltweit jährlich etwa 250.000 bis 300.000 Gläubigentaufen vorgenommen. Die Zahl der im Predigtwerk aktiven Zeugen Jehovas stieg in diesem Zeitraum weltweit um bis zu 2 %.
Nach Ansicht des US-amerikanischen Sozialwissenschaftlers und Religionssoziologen Rodney Stark und des Wirtschaftswissenschaftlers Laurence R. Iannaccone deutet die im Vergleich zur Zahl der Neugetauften niedrigere Zunahme der Gesamtzahl der aktiven Zeugen Jehovas auf eine verhältnismäßig hohe Fluktuation hin. Die Zeugen Jehovas sind in Amerika, Europa, Afrika südlich der Sahara und Australien relativ gleichmäßig stark, in den islamisch dominierten Staaten und vielen anderen asiatischen Ländern hingegen nur schwach vertreten.

### Wachstumsanalyse
1997 werteten Rodney Stark und Laurence Iannaccone für einen Beitrag im Journal of Contemporary Religion die bis 1995 verfügbaren Jahresberichte der Zeugen Jehovas, die jährliche effektive Zuwächse von etwa 5 % auswiesen, als großen Erfolg auf dem globalen „Markt der Religionen“ und führten dies auf folgende Faktoren zurück:
- Kulturelle Kontinuität – ihre Missionsbemühungen seien in christlich vorgeprägten Gebieten stets erfolgreicher als beispielsweise in traditionell muslimischen Gegenden.
- Legitime Autorität – obwohl die theokratische Organisation der Zeugen Jehovas stark hierarchisch sei, gebe es keine grundsätzlichen Unterschiede zwischen einfachen Mitgliedern und Ältesten (siehe Organisation). Der Aufstieg in eine Führungsposition, zum Beispiel zum Ältesten, sei jederzeit möglich und ist in diesem Sinne demokratisch.
- Es steht – durch die verschiedenen ehrenamtlichen Tätigkeiten der Mitglieder – jederzeit und kostenlos eine labor force (dt. ‚Arbeitskräftepotenzial‘) zur Verfügung.
- Eine Fertilitätsrate, die die Mortalitätsrate der Mitglieder übersteigt.
- Eine effektive Sozialisation junger Mitglieder, die nicht durch Konversion zu den Zeugen Jehovas kamen, sondern über ihre Eltern Mitglieder geworden sind.
- Günstiges Umfeld – die Zeugen Jehovas seien zumeist dort besonders erfolgreich, wo die Mobilisierung durch ihre konventionellen Konkurrenten, wie etwa die Volkskirchen, gering ausfällt.
- Enge soziale Vernetzungen mit der gesellschaftlichen Umwelt über die Grenzen der Religionsgemeinschaft hinaus.
- Ein mittleres Maß an Spannung zur gesellschaftlichen Umwelt durch rigide Vorschriften (strictness), gegen die zu verstoßen Sanktionen nach sich zieht. Dadurch würden Trittbrettfahrer („free riders“) von der Gruppe ferngehalten, die vom intensiven Gemeinschaftsleben profitierten, ohne die damit verbundenen Kosten mitzutragen. So sollen von den Mitgliedern enorme zeitliche Investitionen und erhebliche Opfer verlangt werden, zum Beispiel im Sexualverhalten, beim Verzicht auf den Kontakt mit ehemaligen Zeugen Jehovas, auf Tabak, Drogen, Bluttransfusionen, Geburtstage und andere Feste, die nicht mit ihrem Glauben vereinbar sind. Der Austritt aus der Religionsgemeinschaft sei daher niederschwellig möglich. Gleichzeitig dürfe diese Spannung zur Umwelt nicht so stark werden, dass Konvertiten abgeschreckt würden, weswegen es bei den Zeugen Jehovas zum Beispiel keine strengen Kleidervorschriften gebe.

Dass die Glaubenssätze der Zeugen Jehovas teilweise empirisch überprüfbar waren, sahen Stark und Iannaccone dagegen als Faktor, der Misserfolg begünstigen könnte. Das Nichteintreffen der vorhergesagten Tausendjahrherrschaft Christi im Jahr 1975 habe die Wachstumsrate merklich geschmälert. Da seitdem auf konkrete Vorhersagen verzichtet werde, sei diese Gefahr für ihr weiteres Wachstum eliminiert (siehe auch Kontroversen).

## Lehre

### Gottesbild
Jehovas Zeugen beten zum „allmächtigen und ewigen Gott“ Jehova. Im deutschen Sprachraum ist „Jehova [sprich: Jehowa]“ die überlieferte Aussprache des Gottesnamens der Bibel, weshalb Jehovas Zeugen diese allgemein übliche Form verwenden. Diese Vokalisation des Tetragramms spielt auf die Vokale des Wortes Adonai an, mit dem der unaussprechliche Gottesname im Judentum traditionell umschrieben wird. Er hat laut ihrer Interpretation der Bibel das Universum und das Leben erschaffen. Seine Haupteigenschaften seien Liebe, Gerechtigkeit, Macht und Weisheit. Jehova wird als unsichtbare Person gesehen, die unabhängig vom Menschen existiert und ein persönliches Interesse an jedem Menschen auf der Erde habe. Die Dreifaltigkeitslehre lehnen sie ab, weil sie nach ihrer Bibelinterpretation darin keine biblische Grundlage erkennen.

### Jesus
Jesus betrachten Jehovas Zeugen als das erste und einzige von Gott allein erschaffene Geschöpf. Damit vertreten sie die Präexistenz Christi. In seiner vor- und nachmenschlichen Gestalt sei Jesus mit dem Erzengel Michael identisch. Der Mensch Jesus von Nazaret sei von Gott zum Hohepriester gesalbt worden (Adoptianismus). Als Sohn Gottes wird er als dem Vater untergeordnet betrachtet (Subordinatianismus). Sein Tod am Pfahl (laut den Zeugen Jehovas durch Forschungen im Altgriechischen nicht am Kreuz) sei das „Loskaufsopfer“, durch das die Menschen Vergebung von Sündenschuld erlangen können. Er sei „Jehovas Hauptvermittler“, neben dem auch der Wachtturm-Gesellschaft eine wichtige Funktion zukomme.

### „Theokratische Organisation“
Jehovas Zeugen verstehen sich als wiederhergestellte wahre Christenversammlung, wie sie für die Endzeit prophezeit worden sei. Sie verstehen den Bibelbericht über das Apostelkonzil so, dass die frühe Kirche nicht eine nur lose Vereinigung unabhängiger Versammlungen war, sondern dass es eine zentrale leitende Körperschaft aus Aposteln und Ältesten gab, die unter der Leitung des heiligen Geistes ernannt worden war, Entscheidungen traf und die Einsetzung von Aufsehern beaufsichtigte.
In der Theologie der Zeugen Jehovas spielt Gottes „treuer und verständiger Sklave“, eine Gleichnisfigur aus Mt 24,45 , eine zentrale Rolle. Durch ihn regiere Gott theokratisch ihre Organisation. Nach ihrem Selbstverständnis wird (Stand 2024) der „treue und verständige Sklave“ mit der Leitenden Körperschaft der Organisation gleichgesetzt. Ihre Aussage ist für Jehovas Zeugen in Lehrfragen maßgeblich. Sie erhebt jedoch keinen Anspruch auf Unfehlbarkeit.

### Bibel
Jehovas Zeugen glauben an die Bibel als inspiriertes, irrtums- und widerspruchsloses Wort Gottes. Sie glauben daher, dass die Bibel durchwegs mit Wissenschaft, Geschichte und Archäologie vereinbar sei und dass sie die beste Anleitung zu Ethik und Moral enthalte, ebenso zuverlässige Prophetie. Sie versuchen, Schriftwort durch Schriftwort zu erklären, legen aber nicht alle biblischen Aussagen wörtlich aus.
Die Zeugen Jehovas benutzen eine eigene Bibelübersetzung, die Neue-Welt-Übersetzung der Heiligen Schrift, die sich einer systeminternen Sprache bedient und den Sinn des Urtexts teilweise verändert. Aufgrund ihres biblizistischen Schriftverständnisses lehnen sie verschiedene Aspekte des modernen Lebens ab, von denen sie annehmen, sie stünden im Widerspruch zu den Aussagen der Bibel. Dazu zählen unter anderem außereheliche Sexualität, Bluttransfusionen, das Begehen von Geburtstagen oder kirchlichen Feiertagen und die Evolutionstheorie.

### Eschatologie
Im Mittelpunkt der Verkündigung der Zeugen Jehovas steht die Eschatologie. Sie glauben, die Endzeit sei bereits angebrochen, in der sie als gläubige Minderheit der übergroßen Mehrheit der Menschen gegenüberständen, die alle unter der Herrschaft Satans stünden. Zu diesen rechnen sie auch alle anderen christlichen Religionsgemeinschaften. Die Zeugen Jehovas konzentrieren ihre Hoffnung nicht auf die Parusie, die bereits 1914 erfolgt sei, als Jesus unsichtbar die Herrschaft über das „Königreich Gottes“ im Himmel übernommen habe, sondern auf eine buchstäbliche Wiederherstellung des Paradieses auf der Erde. Vorher würden alle Nicht-Gläubigen in der Endschlacht von Harmagedon vernichtet (Annihilationismus). Die Mehrzahl der Gläubigen würden dann in Gottes Königreich auf Erden in Frieden und Glückseligkeit leben. 144.000 Auserwählte allerdings würden unsterbliches Leben im Himmel erhalten, um mit Jesus über die Erde zu regieren. Die Vorstellung einer Hölle, in der Sünder in Ewigkeit leiden müssten, lehnen die Zeugen Jehovas als unbiblisch ab. Nach wiederholten Fehlprognosen verzichten die Zeugen Jehovas heute darauf, einen Termin für den Anbruch von Gottes Königsherrschaft zu nennen.

## Gottesdienst und Praxis

### Zusammenkünfte

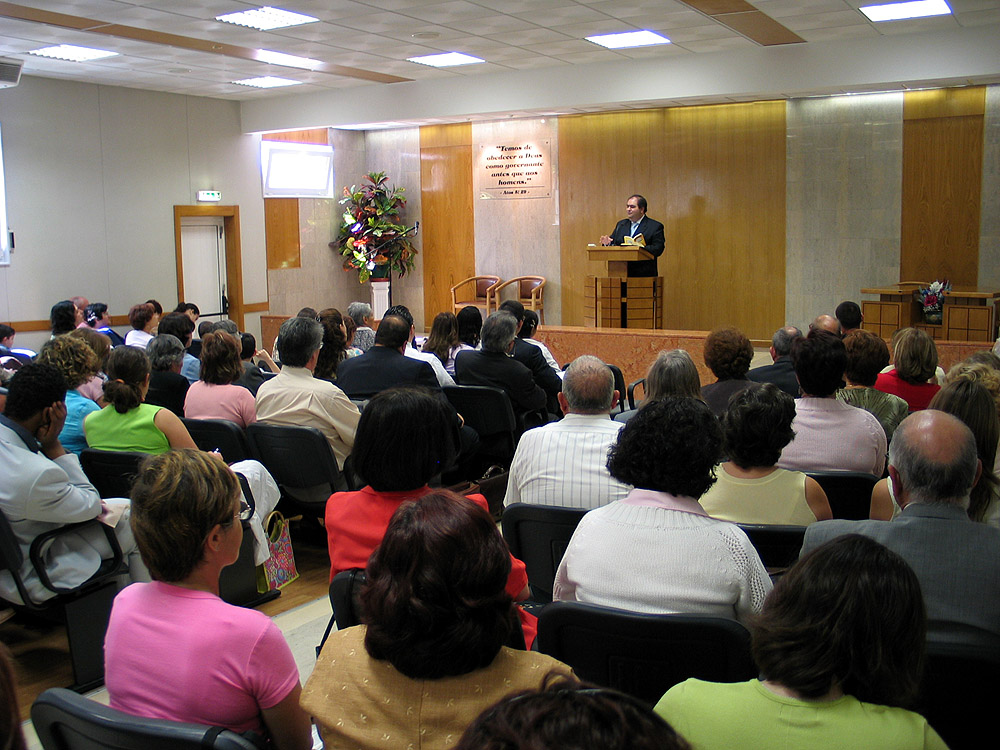
Zusammenkunft in einem Königreichssaal

Jede Versammlung trifft sich zweimal wöchentlich zu Zusammenkünften von je 1 ¾ Stunden Dauer, die gewöhnlich in eigenen Versammlungsstätten, den Königreichssälen, stattfinden. Die Zusammenkunft am Wochenende beginnt mit einem Lied und einem Gebet, es schließt ein halbstündiger Vortrag an, dem ein weiteres Lied folgt. Danach wird für eine Stunde ein Artikel aus der Studienausgabe der Zeitschrift Der Wachtturm in Form von Fragen und Antworten besprochen, und mit Lied und Gebet schließt man den Gottesdienst ab. Ähnlich wird die Zusammenkunft unter der Woche mit Lied und Gebet begonnen und beendet; diese Zusammenkunft umfasst eine fortlaufende Besprechung biblischer Abschnitte und Schulung für die Missionstätigkeit. Nach Ansicht des evangelischen Theologen Matthias Schreiber handelt es sich bei diesen Zusammenkünften nicht um Gottesdienste, sondern um Schulungen.
Jedes Jahr finden auch größere Tagungen statt: zwei jeweils eintägige und ein dreitägiger „Kongress“, zu denen sich mehrere Versammlungen in der Religionsgemeinschaft gehörenden Kongresssälen oder angemieteten Stätten wie Fußballstadien oder Messegeländen treffen. Je nach den örtlichen Umständen können Kongresse Besucherzahlen von wenigen hundert bis mehreren zehntausend Personen umfassen. Zusätzlich zu den auch bei den wöchentlichen Zusammenkünften üblichen Liedern, Gebeten, Vorträgen werden bei Kongressen häufig auch Videos gezeigt oder Anwesende interviewt. Außerdem finden bei den Kongressen Taufen neuer Mitglieder statt.

### Taufe
Jehovas Zeugen praktizieren unter Berufung auf den Taufbefehl Jesu (Mt 28,19–20 ) die Gläubigentaufe. Die Taufe gilt den Zeugen Jehovas als Zeichen der Hingabe des Einzelnen an den Schöpfer. Um getauft werden zu können, muss man sein Leben nach dem ausgerichtet haben, was Jehovas Zeugen als Willen Gottes erkennen. Das schließt neben einem Leben nach den von Jehovas Zeugen vertretenen moralischen Maßstäben auch ein, gemäß den persönlichen Möglichkeiten die Gottesdienste zu besuchen und missionarisch aktiv zu sein. Älteste ergründen in ausführlichen Gesprächen mit einem Taufwilligen, ob er die Voraussetzungen zur Taufe erfüllt und ein ausreichendes Verständnis der Lehre hat und ob der Wunsch zur Taufe auf seinem eigenen freien Willen beruht. Die Taufe gilt den Zeugen Jehovas als Voraussetzung zur Rettung, aber sie wird nicht als Sakrament angesehen.
Die Taufe wird nach neutestamentlichem Muster durch Untertauchen im Wasser vollzogen. Das Untertauchen symbolisiert nach Ansicht der Zeugen Jehovas Reue und das Aufgeben des früheren Lebenswandels, das Heraufkommen aus dem Wasser zeigt an, dass man ein neues Leben als Nachfolger Jesu beginnt und dass man auf der Grundlage des Opfers Jesu von früheren Sünden nicht mehr belastet ist. Jehovas Zeugen betrachten die Taufe als öffentliche Glaubensäußerung. Taufen werden daher üblicherweise bei größeren gottesdienstlichen Veranstaltungen, den „Kongressen“, vollzogen. Die Taufe findet statt, nachdem die Taufwilligen folgende zwei Fragen öffentlich bejaht haben: 1. Hast du gestützt auf das Opfer Jesu Christi deine Sünden bereut und dich Jehova hingegeben, um seinen Willen zu tun? 2. Ist dir bewusst, dass deine Hingabe und Taufe dich als Zeugen Jehovas kennzeichnen und du zu der Organisation gehörst, die von Gottes Geist geleitet wird? Da sich Jehovas Zeugen als einzig wahre Religionsgemeinschaft verstehen, erkennen sie außerhalb ihrer Religionsgemeinschaft durchgeführte Taufen nicht als gültig an.

### Abendmahl
Christliche Feiertage wie Weihnachten und Ostern lehnen die Zeugen Jehovas als „Götzendienst“ ab, da diese Feste auf heidnische Wurzeln zurückzuführen seien. Ihre einzige religiöse Feier ist das Abendmahl, das auch „Gedächtnismahl“ oder Feier zum Gedenken an den Tod Christi genannt wird. Dieses Fest wird am 14. Nisan nach Sonnenuntergang begangen. Bei der Festsetzung des Tages orientieren sich Zeugen Jehovas am jüdischen Kalender, wie er ihrer Meinung nach in biblischer Zeit in Verwendung war, sodass der Tag der Abendmahlsfeier im gregorianischen Kalender kein festes Datum hat. 2025 fällt die Feier auf den Abend des 12. April.
Während der Feier wird eine Ansprache gehalten, die Sinn und Nutzen von Jesu Tod erklären soll. Danach werden Rotwein und ungesäuertes Brot, die Symbole für das Blut und den Leib Jesu Christi, von Anwesendem zu Anwesendem gereicht. Es ist jedem freigestellt, etwas von diesen Symbolen zu sich zu nehmen. Die meisten Anwesenden verstehen sich als bloße Beobachter und nehmen nichts. Die es tun, werden „Gedächtnismahlteilnehmer“ genannt. Sie zeigen dadurch an, dass sie sich der in der Offenbarung des Johannes erwähnten Gruppe von 144.000 Menschen (Offb 7,4 ) zugehörig fühlen (siehe auch „Leben nach dem Tod“ und Millenniumsherrschaft). Die Einsammlung der 144.000 soll zu Pfingsten im Jahr 33 beim ersten Abendmahl begonnen haben und gilt nach Ansicht der Zeugen Jehovas als nahezu abgeschlossen.

### Evangelisation und Mission

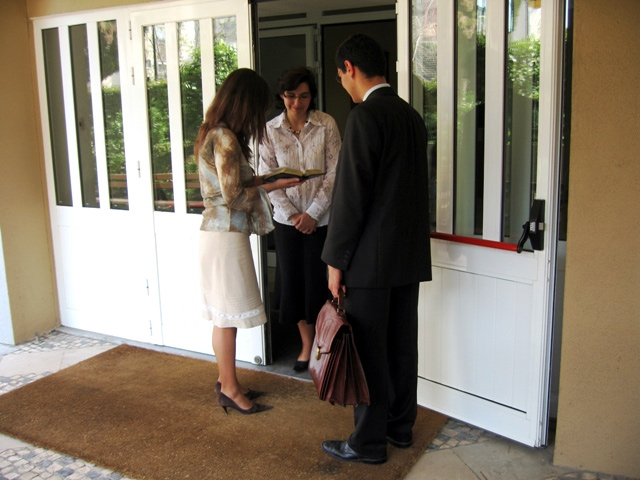
Zeugen Jehovas bei der typischen Missionierung an Haus- und Wohnungstüren (nachgestellte Szene)

Für Jehovas Zeugen ist ihr Glaube untrennbar mit seiner Verkündigung verbunden. Eine rein passive Zugehörigkeit zur Religionsgemeinschaft gibt es daher nicht. Die Evangelisation an Haustüren und öffentlichen Plätzen, die sie als Predigtdienst oder Predigtwerk (früher auch als „Felddienst“) bezeichnen, ist daher das Markenzeichen der Zeugen Jehovas. Dabei hinterlassen sie bei Interesse kostenfrei Literatur oder bieten ein Bibelstudium an. Vor 1991 wurde die Literatur zum Selbstkostenpreis abgegeben. Pro Monat investiert ein durchschnittlich aktiver Zeuge Jehovas etwa siebzehn Stunden seiner Freizeit in diese Tätigkeit.
Seit 1943 betreiben sie ein weltweites Missionarswerk. Die Missionare werden hierfür in einer sogenannten „Gileadschule“ ausgebildet. Missionare setzen 130 Stunden im Monat für das Predigtwerk ein und werden dabei in Ländern eingesetzt, in denen die Zeugen Jehovas nicht so stark vertreten sind.
Motiviert durch Aussagen der Bibel, wonach Menschen „aus allen Völkern und Sprachen“ Gott dienen würden (Off 7,9 ), versuchen Jehovas Zeugen, ihre Botschaft weltweit zu verkünden, und verwenden große Anstrengungen darauf, die Bibel und Veröffentlichungen der Wachtturm-Gesellschaft in viele Sprachen zu übersetzen. 2500 Übersetzer sind dabei tätig. Jehovas Zeugen haben auch ihre Internetpräsenz stark ausgebaut und beworben. Das Logo der 2013 veröffentlichten Website jw.org erscheint prominent auf der Literatur der Zeugen Jehovas, auf Infoständen und an den Fassaden von Königreichssälen. 2014 waren auf der Website einzelne Publikationen in über 700 Sprachen abrufbar. Eine Onlinebibliothek (wol.jw.org) ist in über 400 Sprachen verfügbar, und es gibt einen Online-TV-Kanal (tv.jw.org).

### Behandlung von Verstößen gegen Glaubensmaßstäbe
Bei den Zeugen Jehovas wird die Exkommunikation nach eigenen Angaben als „Entfernung aus der Versammlung“ bezeichnet und soll als „Meidung“ praktiziert werden. Die Entfernung aus der Versammlung wird angewandt bei sexuellem Fehlverhalten, Alkoholismus, Diebstahl, Teilnahme am Gottesdienst einer Landeskirche oder wenn ein Mitglied theologische Lehren verbreitet, die geeignet scheinen, ein Schisma zu provozieren. Wenn dafür die Aussagen zweier Zeugen vorliegen, wird ein nichtöffentlicher Ausschuss aus Ältesten gebildet, der die Vorwürfe untersucht und, falls sie sich als zutreffend erweisen, dem Betreffenden einen angemessenen Zeitrahmen zur Verfügung stellen seine Taten zu überdenken und seine Handlungen zu bereuen.
Möchte der Betreffende von seinen Taten keinen Abstand nehmen, wird er formell aus der Versammlung entfernt. Im Detail wird dabei nach eigenen Angaben zwischen „Reuelosen Sündern“ und „Abtrünnigen“ unterschieden. Der „Reuelose Sünder“ habe einfach gegen die Regeln der Zeugen Jehovas verstoßen und kein Interesse daran, diese Handlungsweise im Sinne der Zeugen Jehovas zu korrigieren. Die anderen Gemeindemitglieder sollen keinen Umgang mehr mit dem Betreffenden haben, dürfen ihn aber noch grüßen und zu den Zusammenkünften der Gemeinde einladen (1. Korinther 5,11 ). Der Betreffende darf den Königreichssaal also weiter besuchen, hat dort aber kein Rederecht mehr.
Ein Abtrünniger hingegen sei ein Mensch, der sich aktiv gegen die Lehren der Religionsgemeinschaft stellt oder gegen die Organisation vorgeht. Diesen haben die anderen Gemeindeglieder zu meiden und dürfen ihn nicht bei sich zu Hause empfangen noch ihn grüßen (2. Johannes 1,11-12 ).
Der Gemeinschaftsentzug wird an die Wachtturmgesellschaft gemeldet, um den Ausgeschlossenen daran zu hindern, andere Gemeinden zu besuchen und schädliche Gemeinschaften zu gründen. Die Ältesten besuchen den Ausgeschlossenen einmal im Jahr, um die Möglichkeit einer Wiederaufnahme zu prüfen. Diese erfolgt auf Wunsch des Betroffenen, nachdem durch die Ältesten einer Versammlung echte Reue festgestellt wurde. Von dieser Möglichkeit machen etwa ein Drittel derer, denen die Gemeinschaft entzogen wurde, Gebrauch. Der Gemeinschaftsentzug wird nur selten durchgeführt, da Zeugen Jehovas, die den Anforderungen nicht genügen, die Gemeinschaft von sich aus verlassen. Da auch vorehelicher Geschlechtsverkehr zu einem Gemeinschaftsentzug führen kann, heiraten viele Zeugen Jehovas in sehr jungen Jahren.
Seit den 1950er Jahren, als der Gemeinschaftsentzug gängige Disziplinierungspraxis innerhalb der Zeugen Jehovas wurde, erwartete man von den Mitgliedern, soziale Kontakte mit dem Ausgeschlossenen so weit möglich zu meiden. Eine Ausnahme bilden im selben Haushalt lebende Familienangehörige. Allerdings durfte man mit ihnen keine Fragen des Glaubens diskutieren. 1974 räumte ein Artikel im Wachtturm ein, dass die konsequente Meidung von Menschen, denen man die Gemeinschaft entzogen hatte, „unnötig unfreundliche und inhumane Situationen“ geschaffen habe. Nun wurde empfohlen, sie wieder zu grüßen und mit der allgemein üblichen Höflichkeit zu behandeln. Ein weiterer Artikel, der am 15. September 1981 im Wachtturm erschien, änderte diese Haltung allerdings wieder. Nun wurde sowohl das Grüßen als auch sämtliche nicht zwingenden Kontakte mit einem Ausgeschlossenen verboten, selbst wenn es der Ehepartner oder ein leibliches Kind war. Ausnahmen wurden nur im Falle ernster Krankheit gestattet. Dies gelte auch für ehemalige Zeugen Jehovas, die von sich aus die Religionsgemeinschaft verlassen haben. Dies trug nach Ansicht des Historikers M. James Penton dazu bei, dass sich ehemalige Zeugen Jehovas in vielen Ländern zusammentaten, um öffentlich Kritik an dem von ihnen als grausam empfundenen Umgang der Religionsgemeinschaft mit Ex-Mitgliedern zu üben. Zumindest im Kontext des geteilten Hauses scheinen laut dem Sozialwissenschaftler Raik Zillmann dagegen auch bei einem Gemeinschaftsentzug differenzierte Handlungsspielräume für die Betroffenen zu bestehen. Zwar fordere die Religionsgemeinschaft absolute Loyalität von ihren Mitgliedern, wenn diese aber den Kontakt zu ausgeschlossenen Partnern nicht abbrächen, habe das keine Sanktionen zur Folge.
Mit dem Wachtturm vom August 2024 wurde das Verfahren für den Gemeinschaftsentzug erneut geändert. Die Zeugen Jehovas begründen dies mit einem „besseren Verständnis“ der biblischen Anweisungen, andere Quellen nennen den Entzug der Registration in Norwegen als mögliche Ursache. Kernpunkte der Änderung sind größere Bemühungen vonseiten der Ältesten, die einen Gemeinschaftsenzug unnötig werden lassen sollen, sowie die Unterteilung der Ausgeschlossenen in „Reuelose Sünder“ und „Abtrünnige“. Außerdem wird geprüft, ob man die Zurechtweisung an die Eltern delegieren kann, wenn es sich bei den Betreffenden um getaufte minderjährige Kinder handelt. Auch dies wird von einigen Quellen direkt auf die Vorgänge in Norwegen zurückgeführt. Auch die Wiederaufnahme gestalte sich einfacher: Im Normalfall kann ein Ausgeschlossener, der seine Taten bereut, ohne Verzögerung wieder in die Gemeinschaft integriert werden. Bei bestimmten Fällen wie Kindesmissbrauch oder Abtrünnigkeit soll aber mit größerer Vorsicht verfahren werden – was das bedeutet, wurde nicht erklärt.
Die Erziehungswissenschaftlerin Sarah Ruth Pohl meint, dass mit dem Verlassen der Gemeinschaft der Verlust des sozialen und familiären Umfelds verbunden sei. Daher kommt sie zu dem Schluss, dass sowohl für Eltern als auch Jugendliche innerhalb des geschlossenen religiösen Systems der Zeugen Jehovas „echte Religionsfreiheit“ nicht bestehe. Eine Entscheidungsfreiheit der Jugendlichen sei nicht gewollt.
Opfer sexuellen Missbrauchs stehen nach Ansicht der australischen Königlichen Kommission zur institutionellen Reaktion auf sexuellen Kindesmissbrauch vor dem Dilemma, entweder in der Organisation zu bleiben, die den Täter schützt, um ihr soziales und familiäres Netzwerk zu erhalten, oder die Organisation zu verlassen; damit verlören sie ihr soziales Umfeld. 2020 kam ein Zürcher Gericht ebenfalls zu dem Schluss, dass diese Praxis für davon Betroffene sehr schwer zu ertragen sei und schwerwiegende Folgen haben könne. Dies gelte „insbesondere für Opfer von sexuellem Missbrauch, die wählen müssen, ob sie in der Organisation bleiben und dem Täter stets begegnen wollen oder ihr gesamtes soziales Umfeld verlieren“. Berichte Betroffener bestätigen diese Auffassung.

### Verhältnis zum Staat
Zeugen Jehovas betrachten die staatlichen Organe als von Gott geduldet und mit Autorität ausgestattet (vgl. Röm 13,1–7 ). Daher halten sie sich an die staatlichen Gesetze, solange diese nicht eine Handlung fordern, die nach ihrem Bibelverständnis nicht im Einklang mit Gottes Geboten ist (vgl. Apg 5,29 ). Zum Beispiel weigern sie sich, Militärdienst zu leisten (→ Kriegsdienstverweigerung der Zeugen Jehovas).
Joh 17,16  sehen sie als Aufforderung, sich politisch neutral zu verhalten, daher beteiligen sie sich nicht an politischen Aktivitäten wie zum Beispiel Demonstrationen, Wahlen oder Revolutionen und nehmen keine politischen Ämter ein. Darüber hinaus lehnen sie alle Handlungen ab, die ihrer Meinung nach einer Verehrung des Staates oder seiner Repräsentanten gleichkommen (Fahnengruß, Singen der Nationalhymne etc.).

### Ehe und Familie
Die Ehe wird als heilig angesehen. Scheidungen sind nur bei Ehebruch zulässig. Ob ein Ehepaar sich scheiden lässt oder sich trennt, entscheiden die Partner nach ihrem Gewissen. Der Mann gilt nach 1 Kor 11,3  als Oberhaupt der Familie, die Frau soll sich ihm unterordnen. Nach demselben Prinzip sollen sich Kinder ihren Eltern unterordnen. Vorehelicher Geschlechtsverkehr, Polygamie, das Zusammenleben ohne Trauschein und homosexuelle Handlungen gelten als Sünde. Von Eheschließungen mit Personen, die keine Zeugen Jehovas sind, wird abgeraten.

## Organisation

Logo der Wachtturm-Gesellschaft

### Geistliche Leitung
Als geistliche Leitungsinstanz fungiert die sogenannte „leitende Körperschaft“, ein Gremium bestehend aus derzeit neun Männern, das in der New Yorker Weltzentrale tagt. Gemäß ihrer Auffassung wurde der „treue und verständige Sklave“ 1919 eingesetzt. Hierarchisch sind darunter die Zweige unter Aufsicht von Zweigkomitees, die Kreise unter Aufsicht der Kreisaufseher und als lokale Einheiten die Versammlungen angeordnet. Die einzelnen Zweige sind verschiedenen Zonen zugeordnet, die von temporär ernannten „Vertretern der leitenden Körperschaft“ (vormals „Zonenaufseher“ genannt) besucht werden.
Die Mitglieder der leitenden Körperschaft bilden in unterschiedlicher Zusammensetzung sechs Komitees:
1. Das Personalkomitee ist zuständig für die Mitarbeiter im Hauptbüro und in den Zweigbüros.
2. Das Verlagskomitee kümmert sich um den Druck und Versand von Literatur sowie um finanzielle und juristische Belange der rechtlichen Körperschaften.
3. Das Dienstkomitee koordiniert die weltweite Evangelisierung und andere Angelegenheiten in Verbindung mit den Versammlungen, Pionieren, Ältesten und reisenden Aufsehern.
4. Das Lehrkomitee entscheidet, welche geistliche Belehrung bei Kongressen und in den Zusammenkünften der Versammlungen dargeboten wird, und betreut die Pionierschule und andere Bibelschulen.
5. Das Schreibkomitee beaufsichtigt das Verfassen von Druckschriften und die Übersetzungstätigkeit und beantwortet Lehrfragen.
6. Das Komitee der Koordinatoren, dem jeweils ein Vertreter der anderen Komitees angehört, koordiniert die Arbeit der verschiedenen Komitees und kümmert sich um dringende Angelegenheiten, wie etwa Hilfeleistung bei Katastrophenfällen.

Mitteilungen der Zentrale werden an die Zweigkomitees gesandt und im Bedarfsfall von dort an die einzelnen örtlichen Versammlungen weitergeleitet. Allgemeines Zentralorgan ist die Zeitschrift Der Wachtturm. Interne Mitteilungen für den Bereich des Missionswerks werden durch das monatlich erscheinende Mitteilungsblatt Unser Leben und Dienst als Christ – Arbeitsheft (bis 2015: Unser Königreichsdienst) an getaufte Zeugen Jehovas ausgegeben.

### Zweigniederlassungen – Rechtliche Organisation und Aufgaben

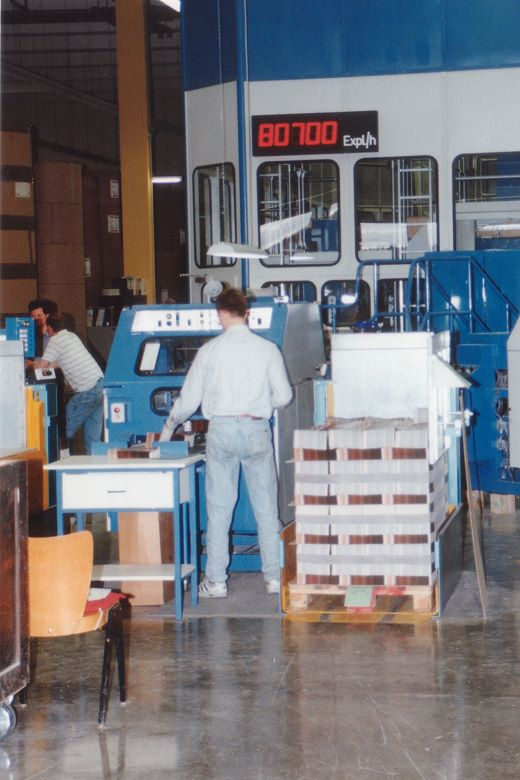
Druckmaschine im deutschen Zweigbüro in Selters/Taunus

Weltweit gibt es 89 Zweige, in denen Literatur in die jeweiligen Sprachen übersetzt und verschickt wird. Einige Zweige (wie beispielsweise Deutschland, England, Finnland und Italien) verfügen über eigene Druckereien. Die Hauptaufgabe der Zweige ist die Organisation der Predigttätigkeit, an der sich ein Großteil der Mitglieder beteiligt. Die dazu nötige Einteilung des Gebietes, die Klärung rechtlicher Fragen und die Schaffung von Zusammenkunftsstätten sind einige weitere Aufgaben der Zweige. Die Organisationen sind nicht auf die Erzielung kommerziellen Gewinns ausgelegt. Den Zweigen steht ein Zweigkomitee vor. Eine Unterabteilung des Zweigkomitees ist die Dienstabteilung, die als Vertreterin der leitenden Körperschaft im Land betrachtet wird. Sie hat dieselben Aufgaben wie das Dienstkomitee, jedoch national begrenzt. Die Dienstabteilung ist unter anderem für Berichte der Kreisaufseher zuständig, die er nach der Besuchswoche verfasst. Des Weiteren ist die Dienstabteilung für die Rechtsfälle in den Versammlungen zuständig, was bedeutet, dass das lokale Rechtskomitee mit dem Dienstkomitee zusammenarbeitet. Normalerweise wird nach einem Rechtsfall nur ein Bericht geschrieben. Stellt sich heraus, dass der Fall mit Kindesmissbrauch in Verbindung steht, wird die Dienstabteilung sofort informiert.
Die Zeugen Jehovas bedienen sich weltweit verschiedener rechtlicher Werkzeuge (Organisationen), deren Struktur (Vorstand oder Ähnliches) jedoch nicht mit der geistlichen Struktur ihrer Religionsgemeinschaft identisch ist. In Deutschland ist dies die „Wachtturm Bibel- und Traktat-Gesellschaft der Zeugen Jehovas, e. V.“ (kurz Wachtturm-Gesellschaft), deren Verwaltungszentrum sich in der Gemeinde Selters im Taunus befindet. Der Sitz der Zeugen Jehovas in Deutschland (KdöR) befindet sich in Berlin und wird „Jehovas Zeugen in Deutschland, K. d. ö. R.“ genannt. Diese Körperschaft ist Rechtsnachfolgerin der seit dem 23. Oktober 1990 tätigen „Religionsgemeinschaft der Zeugen Jehovas in Deutschland“, ihrerseits Rechtsnachfolgerin der am 14. März 1990 in der formal noch existierenden DDR formell registrierten „Religionsgemeinschaft der Zeugen Jehovas in der DDR“. Präsident war in beiden Fällen Helmut Martin (1926–2002), vom 14. März 1990 bis zu seinem Tode am 3. Februar 2002.
Am 9. November 1999 wurde in einem Schreiben an alle getauften Zeugen Jehovas in Deutschland bekanntgegeben, dass die trotz der deutschen Wiedervereinigung am 3. Oktober 1990 bestehende formalrechtliche Trennung des gottesdienstlichen Werkes der Zeugen Jehovas zwischen der ehemaligen BRD („alte Bundesländer“) und der ehemaligen DDR („neue Bundesländer“) nunmehr vorbei sei und die (bisher für die Zeugen Jehovas in der ehemaligen BRD zuständige) „Wachtturm Bibel- und Traktat-Gesellschaft, Deutscher Zweig, e. V.“ (langjähriger Vizepräsident bzw. Präsident:
Willi Karl Pohl [1919–2008]) in „Wachtturm Bibel- und Traktat-Gesellschaft der Zeugen Jehovas, e. V.“ umbenannt wurde und nun der in „Religionsgemeinschaft der Zeugen Jehovas in Deutschland, e. V.“ umbenannten (und von da an höchsten) Repräsentantin der Religionsgemeinschaft in Deutschland untersteht, die bisher nur die Zeugen Jehovas in der ehemaligen DDR betreute. (Anmerkung: Diese Änderung trat durch die Eintragung des o. g. Vereins am 14. Oktober 1999 in Kraft.) Diese ist seither das ausführende Organ in Deutschland, das sich der Wachtturm-Gesellschaft bedient, um die Gemeinden zu betreuen. Am 15. Mai 2006 wurde die Namensänderung auf „Jehovas Zeugen in Deutschland, e. V.“ eingetragen, und am 13. Juni 2006 erfolgte die (Erst-)Verleihung der Rechte einer Körperschaft des öffentlichen Rechts durch das Land Berlin. Die Verleihungsurkunde wurde am 5. Juli 2006 überreicht. Jeder getaufte Zeuge Jehovas mit deutschem Wohnsitz, der einer Gemeinde angeschlossen ist, ist durch die Taufe automatisch Mitglied der KdöR. In Österreich erlangten die Zeugen Jehovas 2009 den Status einer gesetzlich anerkannten Religionsgemeinschaft. Die „Vereinigung Jehovas Zeugen der Schweiz“ hat ihren Hauptsitz in Thun.
Eine Teilgliederung der Wachtturm-Gesellschaft ist der „Orden der Sondervollzeitdiener der Zeugen Jehovas“. Er hat das Ziel, für Sondervollzeitdiener wie Sonderpioniere, Reisende Aufseher, Missionare oder Bethelmitarbeiter zu sorgen. Durch diesen Orden wird gewährleistet, dass alle Sondervollzeitdiener weltweit den gleichen Status genießen, da sie in gemeinsamer Lebensführung apostolische Aufgaben übernehmen. Die Ordensmitglieder erhalten ein geringes Entgelt zur Deckung von Unkosten. Der Orden selbst verfügt über keine eigenen Mittel.
In Deutschland ist der rechtliche Träger des Ordens die Wachtturm-Gesellschaft. Alle Ordensmitglieder unterliegen dem Gehorsams- und Armutsgelübde, das unter anderem die Erwerbstätigkeit ausschließt. Der Orden ist als eine geistliche Genossenschaft zu sehen und daher nicht sozialversicherungspflichtig. Die Mitglieder des Ordens werden krankenversichert, und am Ende der Dienstzeit wird die Rentenversicherung für den Dienstzeitraum nachgezahlt. Arbeitslosengelder werden nicht eingezahlt. Sollte ein Ordensmitglied im Laufe seines Dienstes alt werden, so trägt der Orden die Fürsorge für ihn.

### Gemeinden
Die Gemeinden werden Versammlungen genannt und von einer „Ältestenschaft“ geleitet und vertreten. Eine Ältestenschaft besteht aus „Ältesten“, die vom Kreisaufseher ernannt wurden. Der Kreisaufseher kann zur Unterstützung der Ältestenschaft sogenannte „Dienstamtgehilfen“ ernennen. Nach ihrer Auslegung der Bibeltexte 1 Tim 2,11–12  und 3,1–13  können ausschließlich Männer Älteste und Dienstamtgehilfen werden.

### Immobilien
Die Versammlungsstätten (Königreichssäle, Kongresssäle) und Zweigniederlassungen mit Druckereigebäuden werden überwiegend von den Mitgliedern selbst erbaut. Um regionale Unterschiede auszugleichen und erheblichem Bedarf an Neubauten und Instandhaltungsarbeiten gewachsen zu sein, wurden ein nationales und ein internationales Bauprogramm gegründet. In diesem Bauprogramm arbeiten ebenfalls nur Freiwillige aus den Reihen der Zeugen Jehovas. Die dadurch vorhandene Infrastruktur wird auch genutzt, um Wiederaufbauarbeit in Katastrophengebieten zu leisten (in Deutschland geschah das zum Beispiel bei den Hochwasserkatastrophen an der Elbe). Katastrophenbetreuung wird durch den eingetragenen Verein Humanitäres Hilfswerk der Zeugen Jehovas e. V. koordiniert. Finanziert werden die Bauprogramme durch Spenden und Darlehen. Die Verwaltung der Königreichssäle liegt in Deutschland grundsätzlich bei einer der Versammlungen, die den Saal benutzen. Die selbsterbauten Kongresssäle und Königreichssäle sind Eigentum der Religionsgemeinschaft.

## Geschichte

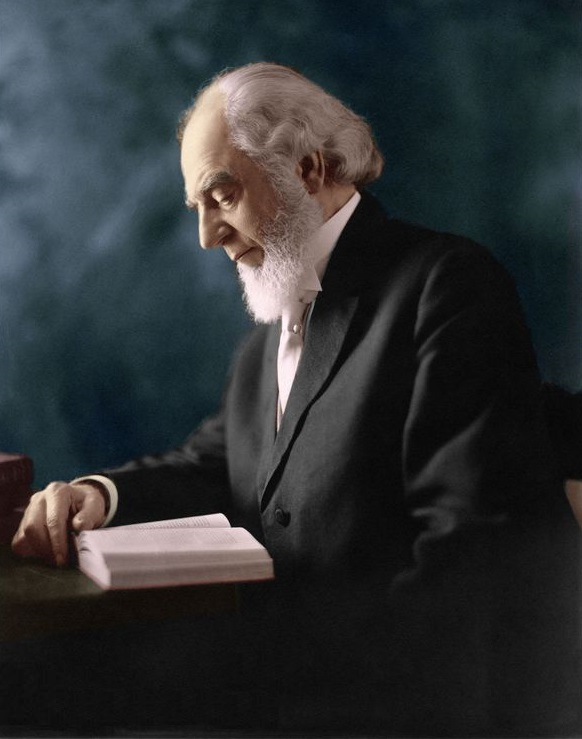
Charles Taze Russell

Der Ursprung der Zeugen Jehovas findet sich in der Gruppe um Charles Taze Russell, der als Presbyterianer erzogen wurde und Mitglied der Kongregationalistenkirche und des späteren Bibellesekreises war.
Enttäuscht von den Lehren seiner Kirche begann Charles Taze Russell 1869 ein intensives Studium der Bibel. Er verstand nicht, wie ein Gott der Liebe eine ewige Qual für Sünder anordnen könne. 1870 gründete er mit Bekannten einen Kreis zur Erforschung der Bibel.
1876 erhielt Russell eine Ausgabe der Zeitschrift Herald of the Morning, die von dem Adventisten Nelson Homer Barbour in Rochester herausgegeben worden war. Barbour überzeugte Russell davon, dass die „unsichtbare Wiederkunft Christi“ bereits 1874 stattgefunden habe. Russell unterstützte die Zeitschrift finanziell und als redaktioneller Mitherausgeber.
Barbour und Russell arbeiteten zusammen, bis es zu einem Zerwürfnis über den Wert des Loskaufsopfers kam. Russell gründete eine eigene Zeitschrift, Zion’s Watch Tower and Herald of Christ’s Presence, die ab Juli 1879 mit einer Startauflage von 6000 Exemplaren erschien und bis heute als Der Wachtturm verkündigt Jehovas Königreich erscheint.
Im Februar 1881 wurde die Zion’s Watch Tower Tract Society unter der Leitung von William H. Conley zusammen mit Joseph Russell und Charles T. Russell gegründet. Dabei spendete William H. Conley $ 3.500 (70 %) des Gründungskapitals von $ 5.000, Joseph Russell spendete $ 1.000 (20 %) und Charles T. Russell $ 500 (10 %). Als sich Charles T. Russell gegen Ende des Jahres 1882 immer mehr dem Thema der Zeitprophezeiungen widmete, entschied Conley, dass er Russells Entwürfe nicht mehr durch große Geldbeträge unterstützen würde. Die Zion’s Watch Tower Tract Society wurde 1884 nach den Gesetzen des Staates Pennsylvania als Körperschaft eingetragen, und Russell übernahm die Leitung.
Als Russell im Wachtturm lehrte, dass der Neue Bund ausschließlich ins kommende Zeitalter und den Juden gehöre, spalteten sich die Freien Bibelforscher 1909 von Russells Organisation ab, da sie darin ein Abweichen von der biblischen Lehre sahen.

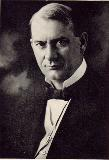
Joseph Franklin Rutherford (1869–1942)

Als Russell auf der Heimfahrt von einer Vortragsreise in einem Zug verstorben war, folgte ihm am 6. Januar 1917 Joseph Franklin Rutherford als Präsident der Watch Tower Society nach. Rutherford organisierte die Bewegung zentralistisch und entdemokratisierte die Entscheidungswege. Dies führte zu einer weiteren Abspaltung, aus der die Ernsten Bibelforscher und die Laien-Heim-Missionsbewegung entstanden.
Auf einem Kongress 1919 kündigte er die Herausgabe der Zeitschrift The Golden Age an, die später als Erwachet! bekannt wurde. Aus dieser Zeit stammen auch Voraussagen in der Wachtturm-Literatur, dass es 1925 eine Auferstehung der Patriarchen der Bibel geben würde. Im Nachhinein räumte Rutherford ein, dass er sich mit dieser Erwartung blamiert habe. Obwohl diese Prophezeiung nicht eintraf, vertrat Rutherford noch bis in die 1930er-Jahre die Ansicht, dass die Patriarchen jeden Moment zurückkommen würden, wofür er in San Diego die Villa Beth Sarim errichten ließ, die er fortan in Erwartung der Patriarchen selbst bewohnte.
Die Annahme des Namens Jehovas Zeugen im Jahr 1931 diente der Abgrenzung gegenüber den anderen Bibelforschern und befriedigte den Wunsch der „Wachtturm-Gesellschaftsanhänger“, eine biblische Basis für die Benennung ihrer Gemeinschaft zu finden. Begründet und in der publizierten Literatur thematisiert (unter anderen in Rutherfords Buch „Jehova“) wurde dies exegetisch mit dem Hinweis auf Jes 43,10–12 : „ihr seid meine Zeugen, ist der Ausspruch Jehovas“ (gem. NWÜ). Heute erinnert an die alte Bezeichnung nur noch der Titel „International Bible Students Association“ (Kurzform „IBSA“) der britischen Körperschaft. Davor waren Sie als Bibelforscher, Ernste Bibelforscher, Internationale Bibelforscher-Vereinigung oder Russelliten bekannt.
Nachdem Rutherford 1942 in Beth Sarim verstarb, übernahm Nathan Homer Knorr das Amt des Präsidenten der Muttergesellschaften. Unter ihm erfolgte die Gründung einiger edukativer Einrichtungen für die weltweite Mission. 1946 initiierte er die Arbeiten an der Neuen-Welt-Übersetzung, die seit ihrer Herausgabe 1961 von Zeugen Jehovas bevorzugt verwendet wird. Unter seiner Amtszeit wurden auch die ersten Schritte unternommen, die geistliche Leitung der Zeugen Jehovas von der administrativen Leitung der verschiedenen Organisationen zu trennen, was seinen Abschluss im Jahr 2000 fand, als die letzten Glieder der „leitenden Körperschaft“ der Zeugen Jehovas ihre Ämter in der Wachtturmgesellschaft aufgaben. Nachdem Knorr am 8. Juni 1977 einem Gehirntumor erlegen war, übernahm erst Frederick Franz (1977–1992), dann Milton Henschel (1992–2000) und von 2000 bis 2014 Don A. Adams das Amt des Präsidenten. Im Unterschied zu seinen Vorgängern ist Adams kein Mitglied der „Leitenden Körperschaft der Zeugen Jehovas“ und hat somit keine religiöse Leitungs-, sondern eine reine Verwaltungsfunktion.

### Zeugen Jehovas in Deutschland

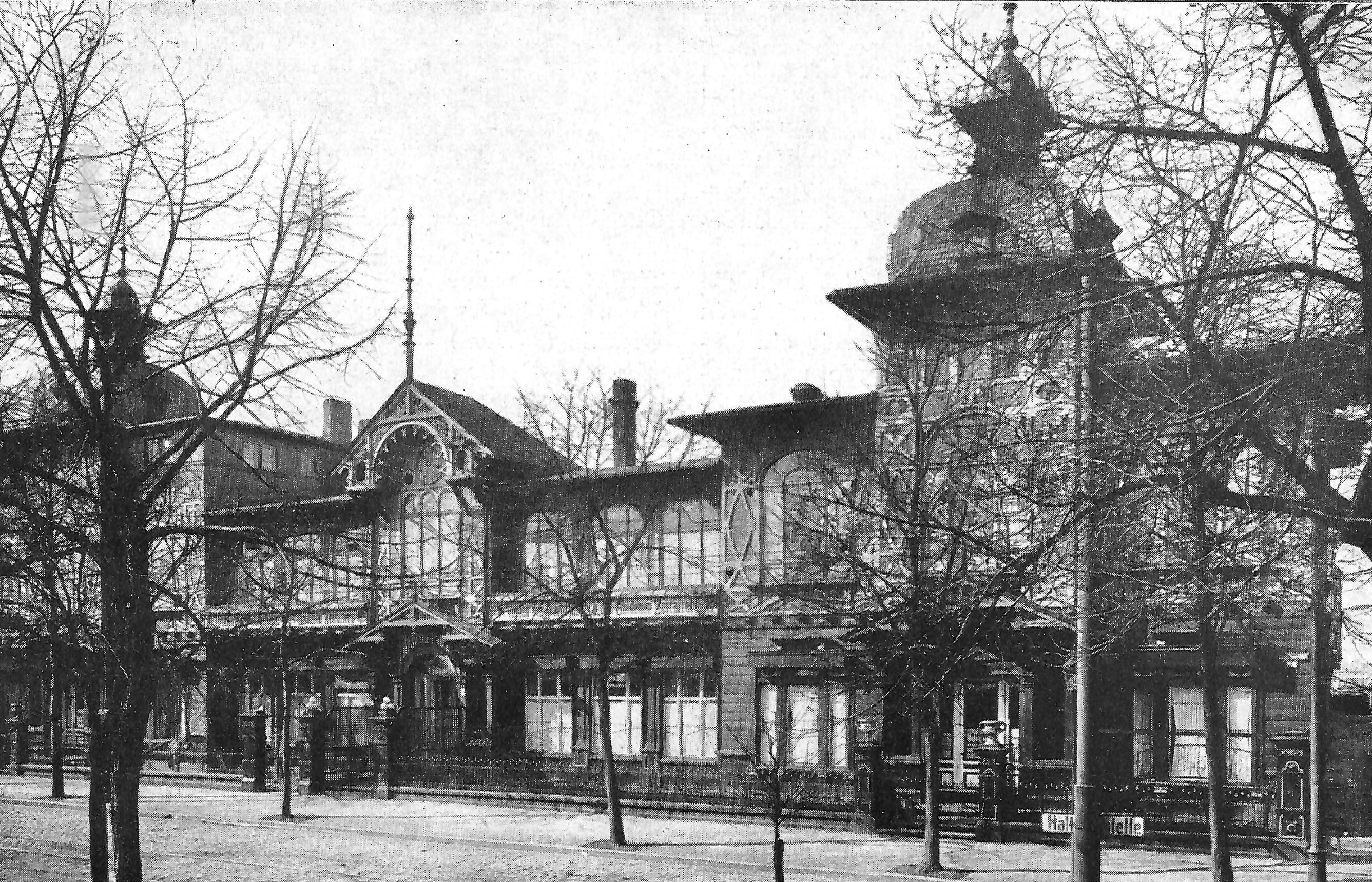
Bibelhaus der Zeugen Jehovas in Magdeburg in den 1920er Jahren

Das Zentralorgan Der Wachtturm erschien erstmals 1897 in deutscher Sprache. In Deutschland gab es seit 1903 mit Eröffnung eines Büros in Elberfeld (heute Wuppertal) eine erste organisatorische Einrichtung der Religionsgemeinschaft. 1908 eröffnete Russell dort ein Zweigbüro der Wachtturm-Gesellschaft als Zentrale. 1921 erhielt die Gemeinschaft die offizielle Rechtsfähigkeit und 1922 die förmliche Gemeinnützigkeit zugesprochen. 1923 wurde das Zweigbüro nach Magdeburg verlegt. 1926 wurde die Gemeinschaft als Internationale Bibelforscher-Vereinigung, Deutscher Zweig im Vereinsregister des Amtsgerichts Magdeburg eingetragen.

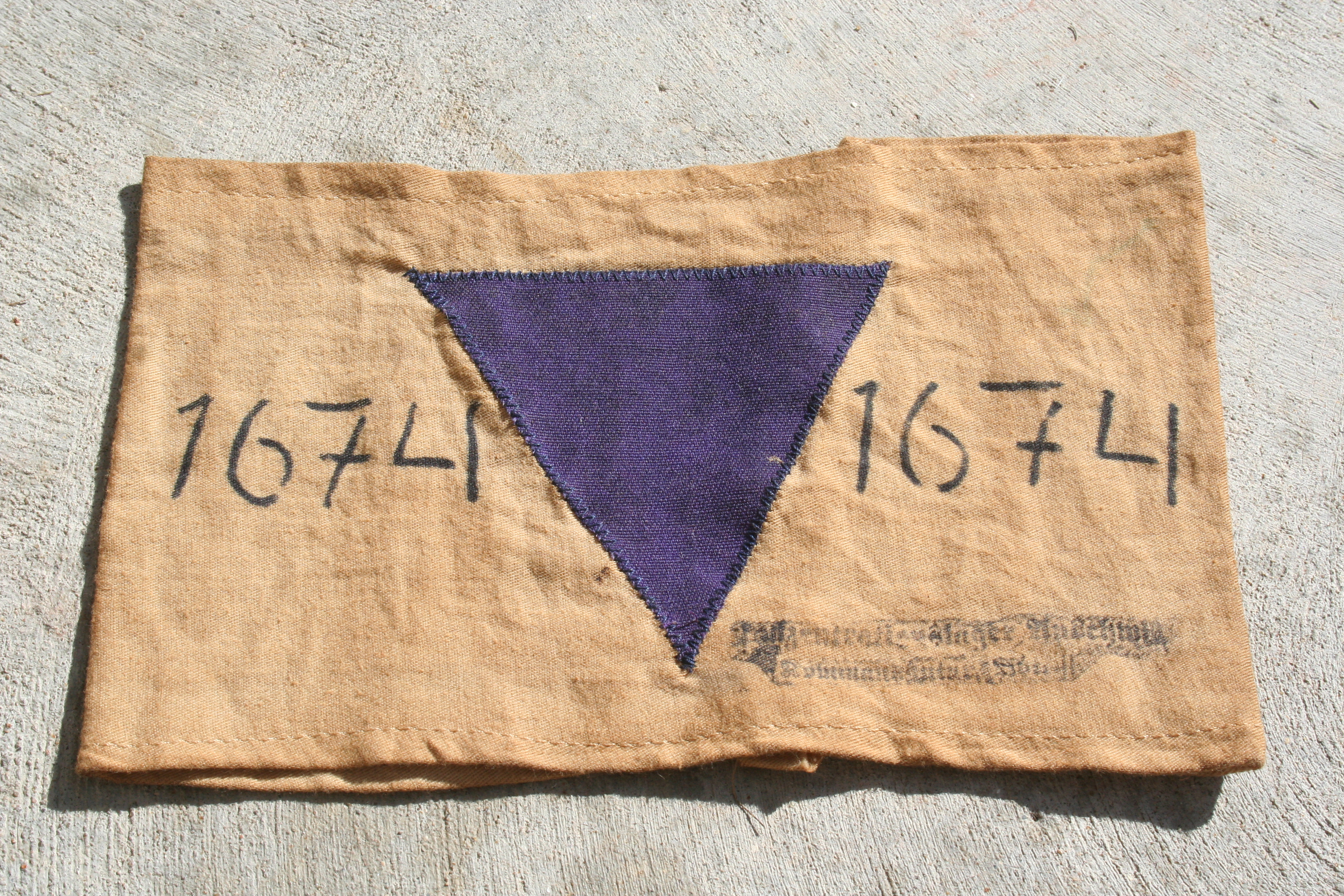
KZ-Kennzeichnung „Bibelforscher“

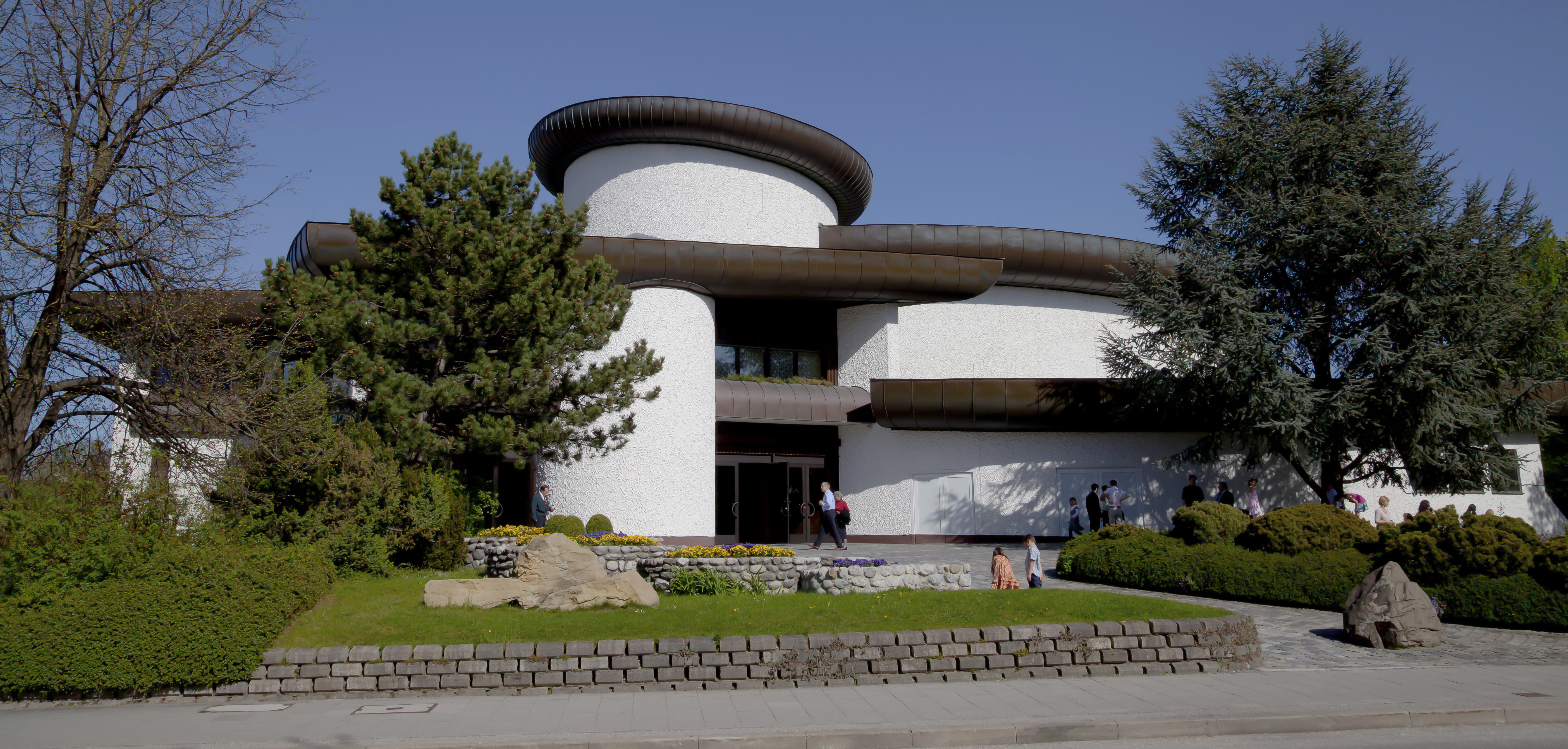
Einrichtung in München

In der Zeit des Nationalsozialismus wurden die Zeugen Jehovas unter anderem wegen ihrer konsequenten Weigerung, Kriegsdienst zu leisten, den Hitlergruß zu entbieten oder in anderer Weise am Führerkult teilzunehmen, verfolgt. Sie wurden in Konzentrationslager eingesperrt und kamen teilweise darin um. Zahlreiche Mitglieder der Religionsgemeinschaft, die sich weiterhin aktiv missionarisch und antimilitaristisch betätigten, wurden hingerichtet. Beispielsweise wurde die Herner Krankenschwester Helene Gotthold unter anderem wegen „Wehrkraftzersetzung“ Ende 1944 in Berlin-Plötzensee enthauptet.
1946 wurde ein zusätzliches Büro in der amerikanischen Zone in Wiesbaden-Dotzheim eröffnet. In den 1980er Jahren erfolgte die Umsiedlung nach Selters mit der Errichtung eines neuen Verwaltungs- und Druckzentrums mit Bedeutung für den europäischen Raum.

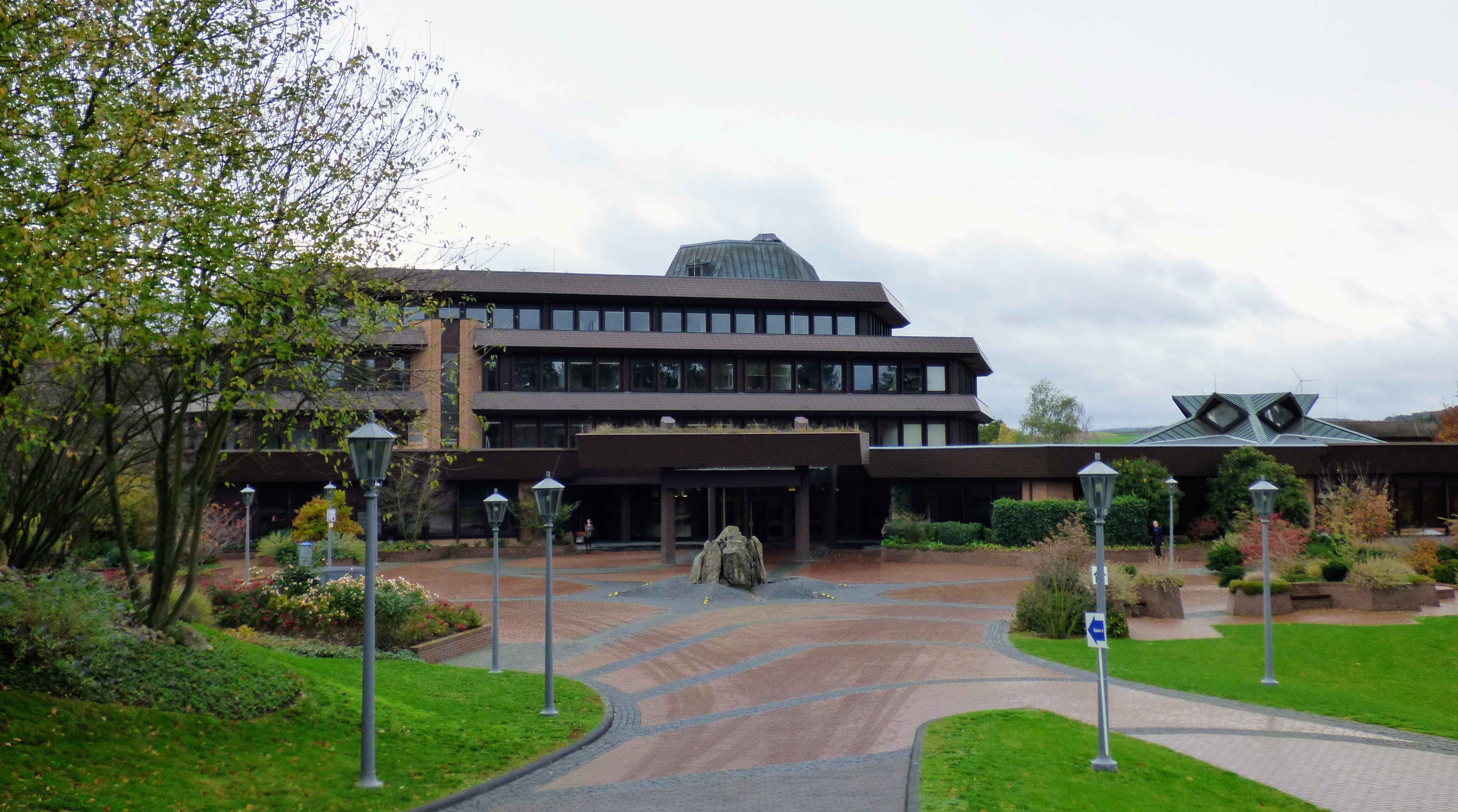
Zentraleuropäisches Zweigbüro der Zeugen Jehovas, Selters im Taunus

In der DDR erhielten die Zeugen Jehovas zunächst eine Zulassung zur „gottesdienstlichen Betätigung“. Im August 1950 wurde ihnen unterstellt, dass ihre Vereinigung „Boykotthetze“ gegen demokratische Einrichtungen betreibe und dass ihre Mitglieder „Spione“ einer imperialistischen Macht seien. Sie wurden daraufhin verboten, und das Büro in Magdeburg musste geschlossen werden. In einem Schauprozess verhängte das Oberste Gericht unter Hilde Benjamin am 3. und 4. Oktober 1950 hohe Zuchthausstrafen. Bis zum Ende der DDR-Zeit kamen über 5000 Zeugen Jehovas in Justizvollzugsanstalten und Haftarbeitslager. 60 davon starben infolge von Misshandlung, Unterernährung, Krankheit oder hohen Alters. Ein Teil der Betroffenen (etwa 325) waren „Doppeltverfolgte“, die bereits im Nationalsozialismus in Konzentrationslagern oder Gefängnissen eingesperrt waren. Einige Monate nach dem Fall der Berliner Mauer wurden die Zeugen Jehovas am 14. März 1990 in der DDR wieder staatlich anerkannt.
Nachdem Berliner Verwaltungsrichter den Zeugen Jehovas 1997 die Anerkennung als Körperschaft des öffentlichen Rechts verweigert hatten, legten diese Verfassungsbeschwerde ein. Das Bundesverfassungsgericht stellte im Jahr 2000 fest, dass die Loyalität zum Staat keine Voraussetzung für die Verleihung der Körperschaftsrechte sei, wohl aber die Rechtstreue. Dabei stelle allerdings nicht jeder einzelne Verstoß die Rechtstreue insgesamt in Frage, solange die „Religionsgemeinschaft im Grundsatz bereit ist, Recht und Gesetz zu achten und sich in die verfassungsmäßige Ordnung einzufügen“.
2005 entschied das Oberverwaltungsgericht Berlin in einem Amtsermittlungsverfahren, dass die Zeugen Jehovas den Status einer Körperschaft des öffentlichen Rechts (KdöR) in Berlin beanspruchen können, da bei Familiengerichten, Jugendämtern oder anderen Institutionen keine Hinweise auf Rechtsverstöße vorlägen. Nachdem eine Nichtzulassungsbeschwerde beim Bundesverwaltungsgericht am 1. Februar 2006 abgelehnt worden war, verlieh der Berliner Senat ihnen am 13. Juni 2006 diesen Status. Dem folgten mittlerweile alle Bundesländer, zuletzt 2017 Nordrhein-Westfalen.
Dies ist mittlerweile umstritten, da die Zeugen Jehovas, anders als die Glaubensgemeinschaft behauptet, unter anderem die sogenannte Ächtung und die Zwei-Zeugen-Regel tatsächlich durchsetzen.
Seit 2020 befasst sich die Kommission zur Aufarbeitung sexuellen Kindesmissbrauchs mit den Zeugen Jehovas.
Die Zeugen Jehovas sind heute in Deutschland in der Religionsgemeinschaft der „Zeugen Jehovas in Deutschland“ mit Sitz in Berlin-Köpenick öffentlich-rechtlich korporiert. Diese ist rechtlich ein Zweig der Watchtower Bible and Tract Society of Pennsylvania mit Sitz in Brooklyn, New York City. Die Wachtturm-Gesellschaft in Selters im Taunus hat für die Religionsgemeinschaft die Funktion einer Verwaltungs- und Organisationseinrichtung.
Die Mitgliederzahl hat sich nach dem Ersten Weltkrieg nennenswert nach oben entwickelt. 1918 betrug die Zahl der Mitglieder ungefähr 5500, und sie wuchs in den folgenden Zwanziger- und Dreißigerjahren auf ungefähr 25.000 an. Mit Ausnahme der USA hatte zu der Zeit kein anderes Land so viele Mitglieder. Durch den Zweiten Weltkrieg, die NS-Verfolgung und die Teilung Deutschlands ging die Mitgliederzahl zurück und stieg danach bis 2019 auf den Stand 169.208 Personen (zur Verbreitung siehe auch „Zahlen“).
Am 9. März 2023 erschoss ein ehemaliges Mitglied der Zeugen Jehovas im Königreichssaal der Zeugen Jehovas im Hamburger Stadtteil Groß Borstel bei der Amoktat von Hamburg vier Männer, zwei Frauen und ein ungeborenes Kind im 7. Schwangerschaftsmonat und erschoss sich anschließend selbst.
Am 22. Juni 2023 votierte der Bundestag einstimmig für die Errichtung eines Mahnmals für die verfolgten und ermordeten Zeugen Jehovas im Nationalsozialismus.

### Zeugen Jehovas in Österreich
Die Zeugen Jehovas bezeichnen das Jahr 1911 als Beginn ihrer Präsenz in Österreich, als Russell zu einem Vortrag nach Wien kam. Nachdem am 27. Oktober 1921 etwa 2000 Personen zu einer Veranstaltung erschienen waren, wurden regelmäßig Vorträge erst in Wien und ab Februar 1922 auch in anderen österreichischen Städten gehalten. Das erste ständige Büro der Zeugen Jehovas wurde 1923 eröffnet, Ende 1930 erfolgte eine behördliche Eintragung als „Verein zur Verbreitung der Bibel und bibelerklärender Literatur“. 1935 wurde dieser Verein behördlich aufgelöst und öffentliche Versammlungen verboten. 1938 gab es etwa 550 aktive Mitglieder. In den Jahren 1938–1945 waren die Zeugen Jehovas wie in Deutschland der Verfolgung ausgesetzt, etwa ein Viertel kam in der Haft um oder wurde hingerichtet.
1947 erfolgte die Eintragung der „Wachtturm-Gesellschaft“ als Verein. Im September 1978 stellten die Zeugen Jehovas einen Antrag auf Anerkennung als Religionsgemeinschaft; der Antrag wurde allerdings vom zuständigen Ministerium jahrelang nicht bearbeitet. Am 10. Januar 1998 wurde das Bekenntnisgemeinschaftengesetz (BekGG) verabschiedet, woraufhin die Zeugen Jehovas am 20. Juli 1998 zumindest als „staatlich eingetragene religiöse Bekenntnisgemeinschaft“ eingetragen wurden. Sie strebten jedoch weiterhin eine Anerkennung als Religionsgemeinschaft an und legten am 27. Februar 1998 eine Beschwerde beim Europäischen Gerichtshof für Menschenrechte (EGMR) ein. Dieser Beschwerde wurde stattgegeben und Österreich unter anderem mit der Begründung verurteilt, dass das Verhalten der österreichischen Regierung durch die Verschleppung des Verfahrens einen Eingriff in das Grundrecht auf Glaubens-, Gewissens- und Religionsfreiheit bedeutete und damit eine ungerechtfertigte Benachteiligung der Zeugen Jehovas vorgenommen wurde.
Schließlich erteilte das österreichische Bundesministerium für Unterricht, Kunst und Kultur den Zeugen Jehovas am 7. Mai 2009 die Anerkennung als Religionsgemeinschaft.
2012 bekannten sich 20.923 Personen als zugehörig, es gab 293 Versammlungen (Gemeinden) mit jeweils 50 bis 120 Mitgliedern.
Im August 2023 fand im Ernst-Happel-Stadion in Wien ein Kongress mit etwa 9000 Gläubigen statt. In der Steiermark wurden Sprengsätze vor den Königreichssälen in Leibnitz (August 2023) und Kalsdorf (Karfreitag 2024) gefunden und entschärft.

### Zeugen Jehovas in Russland
Die Religionsgemeinschaft wurde in der Sowjetunion verfolgt – so wurden in der Operation Nord im Jahr 1951 über 8500 Zeugen nach Sibirien verbannt – und erst 1991 anerkannt. 2017 existieren in Russland 395 Regionalverbände mit über 170.000 Mitgliedern. Die Religionsgemeinschaft gilt hier als Sekte, gegen die der russische Staat mehrere Klagen führte. Der Europäische Gerichtshof für Menschenrechte verurteilte Russland mehrfach zu Schadenersatzzahlungen wegen seines Vorgehens gegen die Zeugen Jehovas.
Am 20. April 2017 wurde die Gemeinschaft von einem Einzelrichter an Russlands oberstem Gericht als extremistische Organisation eingestuft und verboten. Der Besitz aller Regionalverbände soll beschlagnahmt werden. Die Menschenrechtsorganisation Human Rights Watch kritisierte die Entscheidung. Die Zeugen Jehovas haben die Möglichkeit, das Urteil an eine Dreierkammer weiterzuziehen.

### Zeugen Jehovas in Nigeria
Die ersten Zeugen Jehovas trafen in den 1920er Jahren im Süden Nigerias ein. Mit 370.336 Mitgliedern (0,22 % der Gesamtbevölkerung) waren sie in Nigeria im Jahr 2016 die weltweit viertgrößte nationale Gruppe der Glaubensgemeinschaft und die größte in Afrika.

## Diskriminierung und Verfolgung
Verfolgung und Diskriminierung betrachtet die Religionsgemeinschaft theologisch als das Werk Satans, der die einzig wahre Religionsgemeinschaft zerstören will, somit gehört Verfolgung zum Selbstverständnis der Zeugen Jehovas.
Organisationen und Einrichtungen, die sich mit Verstößen gegen Menschenrechte befassen, wie zum Beispiel Amnesty International, UNHCR oder die Schweizerische Flüchtlingshilfe, weisen in ihren Berichten darauf hin, dass Zeugen Jehovas wegen der Ausübung ihres Glaubensbekenntnisses in verschiedenen Ländern Angriffen und Verfolgung ausgesetzt sind. Zum Beispiel berichten die Schweizerische Flüchtlingshilfe und das Bundesamt für Migration und Flüchtlinge, dass in Eritrea seit dem Jahr 2008 systematische und intensivere Repressionen seitens der Regierung zu beobachten sind. Bei Razzien werden unter anderem Mitglieder der Zeugen Jehovas gesucht und teilweise ohne Angabe von Gründen verhaftet. Laut der Schweizerischen Flüchtlingshilfe wird mit Zwangsarbeit, Misshandlungen und Folter versucht, die Zeugen Jehovas dazu zu bringen, ihren Glauben aufzugeben und sich der orthodoxen Kirche Eritreas anzuschließen.

## Ökumene
Die Mitgliedschaft oder Zusammenarbeit mit ökumenischen Organisationen wie dem Weltkirchenrat lehnen die Zeugen Jehovas aufgrund der großen Lehrunterschiede ab und beurteilen solche Bemühungen von ihrer Seite aus von vornherein als zwecklos.

## Kontroversen
An den Zeugen Jehovas werden eine repressive Innenstruktur und totalitäres Verhalten bemängelt. Die freie Persönlichkeitsentfaltung sei verhindert und durch die Endzeit-Ideologie werde Angst geschürt. Auch die Verweigerung von Bluttransfusionen steht in der Kritik. Der Umgang mit Fällen von sexuellem Kindesmissbrauch wird häufig kritisiert und ist Gegenstand staatlicher Untersuchungen. Manche Kritikpunkte wurden von unabhängigen Kommissionen und vor Gerichten bestätigt.

### Bezeichnung als Sekte oder Fundamentalisten
Teilweise werden die Zeugen Jehovas als Sekte bezeichnet, was sowohl wertfrei als auch pejorativ gemeint sein kann. In der kirchenhistorischen Konfessionskunde werden die Zeugen Jehovas zu den biblisch-apokalyptischen Sekten gezählt.
Zeugen Jehovas lehnen den Begriff ‚Sekte‘ als eine negative Zuschreibung ab. Sie betrachten ihrerseits alle anderen christlichen Kirchen als „Sekten der Christenheit“.
Von verschiedenen Wissenschaftlern werden die Zeugen Jehovas dem christlichen Fundamentalismus zugeordnet.

### Neue-Welt-Übersetzung der Heiligen Schrift
Die Zeugen Jehovas benutzen eine eigene von der Wachtturmgesellschaft herausgegebene Bibelübersetzung, die sonst von keiner anderen Gruppe benutzt oder anerkannt wird. Bruce M. Metzger ist der Meinung, dass in bestimmten Passagen der englischen Neuen-Welt-Übersetzung eine Tendenz zur Manifestierung spezifischer dogmatischer Inhalte der Zeugen Jehovas durch gezielte Konjekturen feststellbar sei. So verwendet die Neue-Welt-Übersetzung den präsumptiven Gottesnamen Jehova auch im Neuen Testament, in dessen griechischsprachigem Urtext er nicht vorkommt. Das Wort κύριος (kýrios, „Herr“), das im Neuen Testament 718 Mal verwendet wird, gibt sie an 237 Stellen mit Jehova wieder, an den übrigen 481 Stellen mit Herr, ohne dass für diese Differenzierung ein theologischer Grund angegeben wäre.
Auch der amerikanische Religionswissenschaftler Jason BeDuhn nennt die häufige Ersetzung von engl. Lord durch Jehovah als Eigentümlichkeit der Neue-Welt-Übersetzung. Ihre theologische Voreingenommenheit sei aber nicht größer als die anderer Übersetzungen. Sie sei nach dem Grundsatz „So wörtlich wie möglich, so frei wie nötig“ erstellt worden.

### Unterdrückung von Rede- und Gedankenfreiheit
Wegen der Ansprüche auf Loyalität und Gehorsam, welche die Wachtturmgesellschaft erhebt, der Intoleranz gegenüber abweichenden religiösen Überzeugungen und Praktiken und wegen der Praxis des Ausschlusses und der anschließenden Meidung von Mitgliedern beschreiben Kritiker die Führung der Religionsgemeinschaft als autokratisch und totalitär. Nach Aussage des Soziologen Andrew Holden wird Mitgliedern, die sich entschließen, die Religionsgemeinschaft zu verlassen, nur selten ein würdiger Austritt gewährt. Nicht nur werde ihre Exkommunikation öffentlich bekannt gemacht, sie würden auch als „geistig krank“ (mentally diseased) und als „Apostaten“ verdammt. Der Historiker James Irvin Lichti weist die Beschreibung der Zeugen Jehovas als „totalitär“ zurück. Der Soziologe Rodney Stark stellt fest, dass der Zwang tendenziell informell sei, denn er gehe von engen Freundschaftsbindungen innerhalb der Gruppe aus. Die Zeugen Jehovas würden sich „eher als Teil der Machtstruktur denn als ihr unterworfen“ verstehen.
In den Veröffentlichungen der Wachtturmgesellschaft wird davon abgeraten, die Glaubenslehren in Frage zu stellen, da der Gesellschaft als „Gottes Organisation“ vertraut werden müsse. Es wird empfohlen, „unabhängiges Denken zu vermeiden“, da es von Satan beeinflusst sei und Uneinigkeit verursache. Sie streichen heraus, dass Einigkeit im Glauben zur Einheit der Gläubigen helfe. Die Wachtturmgesellschaft lehrt die Mitglieder, Anpassungen der Glaubenslehre willig zu akzeptieren, da es nach eigener Aussage töricht wäre, „die Ansicht zu vertreten, Erwartungen, die einer gewissen Korrektur bedurften, würden die Gesamtaussage der Wahrheit in Frage stellen“. Nach dem Urteil von Kritikern kultiviert die Wachtturmgesellschaft ein System fraglosen Gehorsams, indem sie individuelle Entscheidungsfindung verächtlich mache. Kritiker werfen der Wachtturmgesellschaft vor, die Zeugen Jehovas geistig zu dominieren, ihre Informationen zu kontrollieren und sie geistig zu isolieren, was nach Ansicht des ehemaligen Mitglieds der Leitenden Körperschaft Raymond Franz alles Elemente von „Gedankenkontrolle“ seien.
Nach Holdens Meinung ist die Darstellung der Mitglieder als Opfer von Gehirnwäsche unzutreffend, da die meisten Mitglieder von millenaristischen Glaubensgemeinschaften wie die Zeugen Jehovas ihre Entscheidung bewusst und informiert getroffen hätten. Zu einer ähnlichen Feststellung kam der Europäische Gerichtshof für Menschenrechte in einem Verfahren zu den Aktivitäten der Zeugen Jehovas in Russland. Die Beschränkungen, die den Mitgliedern auferlegt werden, würden sich nicht grundsätzlich von Beschränkungen unterscheiden, die andere Religionsgemeinschaften dem Privatleben ihrer Mitglieder auferlegen. Vorwürfe der Gedankenkontrolle beruhten auf bloßen Vermutungen und würden durch die Tatsachen nicht bestätigt. Die Zeugen Jehovas bestreiten, dass die von ihnen angestrebte Einheit der Gläubigen deren Individualität oder Phantasie beschneide.

### Nicht eingetretene Prophezeiungen
In ihren Veröffentlichungen machten Russell und die Zeugen Jehovas für die Jahre 1878, 1881, 1914, 1918, 1925 und 1975 konkrete Aussagen über endzeitliche Ereignisse, von denen sie glaubten, sie wären in der Bibel prophezeit worden und stünden „über jedem Zweifel“ oder seien „von Gott bestätigt“. Das Ausbleiben dieser Ereignisse führte jedes Mal zu Glaubwürdigkeitskrisen, in der zweiten Hälfte der 1970er Jahre etwa gingen Missionstätigkeit und Wachstum der Zeugen Jehovas statistisch signifikant zurück. Die Religionsgemeinschaft überwand diese Krisen jeweils, indem sie einige ihrer Glaubenslehren aufgab oder änderte: So wurde eine kirchliche Organisation aufgebaut, die man bis 1881 angesichts des scheinbar unmittelbar bevorstehenden Weltendes nicht für nötig befunden hatte. Auch wurde die Lehre konzipiert, Christus sei 1914 im Himmel inthronisiert worden. 1918 wurde der Tod, den erleiden zu müssen die Mitglieder der Religionsgemeinschaft gar nicht geglaubt hatten, nun als ein Segen definiert, da man die Schrecken Harmageddons nicht miterleben müsse. Zudem entwarf man das doppelte Erlösungskonzept (144.000 im Himmel und die „große Volksmenge“ auf der Erde). Vor allem aber radikalisierte sich dadurch die ablehnende Haltung der Glaubensgemeinschaft gegenüber der sie umgebenden, zunehmend als satanisch verstandenen Welt. Insofern trugen die nicht eingetretenen Prophezeiungen dazu bei, die Identität der Zeugen Jehovas auszubilden und zu bewahren.
Die Wachtturmgesellschaft weist Vorwürfe zurück, sie sei ein falscher Prophet. Anders als die Propheten des Alten Testaments seien ihre Bibelinterpretationen nicht inspiriert oder unfehlbar. Ihre Vorhersagen würden nicht den Anspruch erheben, „Worte Jehovas“ zu sein. In ihrem Streben nach Gottes Königreich hätten Zeugen Jehovas Versuche unternommen, einzuschätzen, wann es kommen könnte, und hätten es dabei wie Jesu frühe Jünger nicht geschafft, die Warnung ihres Meisters zu beherzigen, dass sie „weder den Tag noch die Stunde kennen“ (Mt 25,13 ). George D. Chryssides ist der Ansicht, mit Ausnahme der Aussagen über die Jahre 1914, 1925 und 1975 könne der Wandel in Ansichten und Daten der Zeugen Jehovas größtenteils auf Änderungen im Verständnis der biblischen Chronologie und nicht auf irrige Prophezeiungen zurückgeführt werden.

### Umgang mit Fällen von sexuellem Missbrauch
Gemäß einer 2015 durchgeführten Fallstudie der australischen Royal Commission into Institutional Responses to Child Sexual Abuse hält die Organisation an überholten Richtlinien und Praktiken fest, wenn es um Kindesmissbrauch geht. Diese unterlägen keiner regulären Weiterentwicklung und seien insgesamt für den Umgang mit sexuellem Missbrauch unangemessen und unpassend. Die Beibehaltung und kontinuierliche Anwendung von biblischen Richtlinien wie der „Zwei-Zeugen-Regel“ im Falle von sexuellem Kindesmissbrauch zeige einen ernsthaften Mangel an Verständnis für das Wesen sexuellen Kindesmissbrauchs.
Kritiker bemängeln die Vorgehensweise der Zeugen Jehovas bei sexuellem Missbrauch. Ihrer Ansicht nach macht diese es den Mitgliedern schwer, Missbrauch zu melden. Einige Missbrauchsopfer behaupten, von Gemeindeältesten angewiesen worden zu sein, Stillschweigen zu bewahren, um sowohl die Beschuldigten als auch die Organisation vor Schande zu bewahren.
Im Juni 2012 wurde die Religionsgemeinschaft der Zeugen Jehovas von einer Jury in Oakland, Kalifornien, für mitschuldig am Missbrauch eines zur Tatzeit neunjährigen Mädchens befunden mit der Begründung, dass die Religionsgemeinschaft die Mitglieder der örtlichen Gemeinde nicht darüber informiert hatte, dass der in der Gemeinde aktive Täter wegen zweier Sexualdelikte vorbestraft war. So sei das ebenfalls der Gemeinde angehörende Mädchen der Gefahr bewusst ausgesetzt worden.
Die Zeugen Jehovas kündigten eine Berufung an, bestritten, dass es eine Verschwiegenheitspflicht gebe, und verwiesen auf einen Artikel auf ihrer offiziellen Webseite, in dem sie die von ihnen empfohlene Vorgangsweise bei Missbrauchsvorwürfen darstellten. Laut diesem Artikel können die Ältesten unter Berufung auf die Bibel (Dtn 19,15 ) innerhalb der Gemeinschaft nur Maßnahmen ergreifen, wenn es für die Anschuldigungen mindestens zwei Zeugen gibt. Jedes Mitglied, das für schuldig befunden werde, sei sofort von jedem verantwortungsvollen Amt innerhalb der Organisation zu entbinden. Bereue es nicht, sei das Mitglied auch aus der Gemeinschaft auszuschließen. Bereue es jedoch „aus tiefstem Herzen“ und führe „über Jahrzehnte“ ein aufrechtes Leben, könne es danach auch wieder mit Ämtern betraut werden. Die Ältesten sollen demnach aber auch unbestätigte Vorwürfe der übergeordneten Zweigstelle berichten und, wenn es das Gesetz erfordert, den Behörden melden. Unabhängig davon sei es das Recht des Opfers oder jedes Anderen, der um die Anschuldigungen wisse, die Angelegenheit zur Anzeige zu bringen.

### Homosexualität
2016 kam der Religionsphilosophwissenschaftler George Chryssides zu dem Schluss, dass die Zeugen Jehovas ihre Einstellung zu Homosexualität, im Gegensatz zu einigen anderen christlichen Kirchen, nicht geändert hätten und diese weiterhin ablehnten. In einer 2014 unter Anhängern verschiedener christlicher Glaubensgemeinschaften in den USA durchgeführten Umfrage des Pew Research Center stimmten 16 % der Zeugen Jehovas zu, dass Homosexualität von der Gesellschaft akzeptiert werden sollte; 2007 lag dieser Wert noch bei 12 %. Die Studie zeigt die Befürwortung der Akzeptanz von Homosexualität unter 54 % aller befragten Christen, 76 % der Anhänger anderer Religionen und 83 % der religiös Ungebundenen. Unter allen religiösen Gruppen in den USA stehen demnach die Zeugen Jehovas der Homosexualität nach wie vor am ablehnendsten gegenüber. Unter Berufung auf neutestamentliche Aussagen lehnt die Religionsgemeinschaft praktizierte Homosexualität ab. Sie erkennt an, dass Homosexuelle nicht Opfer von Hass oder Vorurteil sein sollen, fordert Homosexuelle jedoch auf, gegen ihre Neigung anzukämpfen, „so wie Alkoholiker ihr Verlangen nach Alkohol bekämpfen“.
Das Landgericht Hamburg kommt mit Urteil vom 27. November 2020 in einer Unterlassungsklage zu dem Schluss, dass es im Zuge der Meinungsfreiheit zulässig sei, die Zeugen Jehovas als Bewegung zu bewerten, die fundamentale Menschenrechte missachte, da unter anderem unbestritten Homo- und Transsexualität strikt abgelehnt würden.

### Bluttransfusionen
Seit 1945 ist das Blutverbot der Wachtturm-Gesellschaft, das Transfusionen für Zeugen Jehovas untersagt, ein Hauptkonfliktpunkt. Besonders umstritten ist die Ablehnung von Bluttransfusionen auch in lebensgefährlichen Situationen, was oft zu Berichten über Todesfälle und staatlichen Eingriffen bei Kindern aus Zeugen-Jehovas-Familien führt.
Zeugen Jehovas erkennen an, dass Mitglieder durch die Ablehnung von Bluttransfusionen gestorben sind. Eine Ausgabe von Erwachet! aus dem Jahr 1994 berichtete über fünf Jugendliche im Alter von 12 bis 17 Jahren, die Bluttransfusionen ablehnten und von denen drei starben. Der Artikel lobte ihre Entschlossenheit und ihren Mut, obwohl Kritiker der Gesellschaft dies hervorhoben. Der Tod ist jedoch nicht die unvermeidliche Folge der Ablehnung von Blut: Zeugen Jehovas haben sich aktiv für die Entwicklung von Alternativen, wie Blutvolumen-Expander, eingesetzt. Die Wachtturm-Gesellschaft hat weltweit Krankenhausverbindungskomitees eingerichtet, um das medizinische Personal über die Wünsche ihrer Mitglieder zu informieren, und hat Materialien zur Auflistung akzeptabler Alternativen erstellt.
Kritisiert wird, dass die Wachtturm-Gesellschaft durch ihre Krankenhausverbindungskomitees unangemessenen Druck auf Zeugen Jehovas als Patienten ausübt. Es wird argumentiert, dass Entscheidungen hospitalisierter Zeugen, Bluttransfusionen abzulehnen, nicht als autonom und wohlüberlegt, sondern als Ergebnis von Zwang, möglicherweise unter Androhung des Ausschlusses aus der Gemeinschaft, anzusehen sind. Auch medizinisches Personal äußert Bedenken über den Einfluss, den Familienmitglieder der Zeugen auf Patienten bei Entscheidungen über Blutbehandlungen haben, selbst wenn diese erwachsen sind.